# 烈車戦隊トッキュウジャー
『烈車戦隊トッキュウジャー』（れっしゃせんたいトッキュウジャー）は、2014年2月16日から2015年2月15日まで、テレビ朝日系列で毎週日曜7時30分 - 8時（JST）に全47話が放送された、東映制作の特撮テレビドラマのタイトル、および作中で主人公たちが変身するヒーローの名称。略称は「TQG」。
キャッチコピーは「勝利のイマジネーション」。

## 概要
本作品では列車や鉄道をモチーフとしており、スーツやマスクに線路や路線図が描かれているほか、キーアイテムが鉄道模型や乗車カードなど、随所にモチーフに関係する特徴が取り入れられている。また、同じく鉄道をモチーフとしていた『仮面ライダー電王』との差別化として「駅」の存在も強調されており、メンバーが烈車で旅をしながら事件に行き当たるロードムービー的要素も取り入れられている。メカをモチーフとすることは、恐竜をモチーフとしていた前作『獣電戦隊キョウリュウジャー』との差別化を意図しており、その中でも過去になかったものとして「鉄道」が選択された。
過去に自身が担当した戦隊の「侍」「海賊」といったコンセプトとは異なり、それ自体が職業というわけではない「列車」というコンセプトをわかりやすく見せたいというプロデューサーの宇都宮孝明の発案により、本作品ではそれぞれのメンバーの色が固定されておらず、他のメンバーと変身アイテムを交換する「乗り換えチェンジ」によって色と姿が変化するという要素が盛り込まれている。その都合上ヒーロー名には色が入らず、共通して「トッキュウ●号（●内に番号が入る）」と呼称されている。乗り換えチェンジの描写では、乗り換える理由付けを行うことよりもノリや勢いが重視された。デザイン全般においても「列車」であることをわかりやすくするため、四角いデザインとすることが強調された。
ストーリー面では、物語開始時からメンバーの過去や秘密が隠されており、ストーリーの進行に合わせて徐々に秘密が明かされていく。その一方で敵側のドラマも重視されており、メインライターの小林靖子はテレビシリーズ執筆終了後のインタビューで、「戦いがメインの戦隊ではない」と総括している。
本作品が「親子で鉄道について考える良い機会を作っている」という理由から、2014年10月には鉄道の日実行委員会選定による第13回日本鉄道賞の、「『鉄道×ヒーロー』で親子が鉄道をもっと好きになる！」特別賞を受賞。これを受けて同19日放送分（第33駅）の「みんなの列車コーナー」も、特別賞受賞の報告に充てられた。
当初は2015年2月8日に放送終了予定だったが、都合により（後述）1週間繰り下げて同年2月15日に放送終了となった。
本作品では前後の作品とは異なり、パワーレンジャーとしての英語版ローカライズ化はなされていない。

## 商業展開
本作品では年間の玩具連動アイテムとして、鉄道模型型のアイテムトッキュウレッシャーが登場する。このアイテムはなりきり玩具だけでなく戦隊ロボのパーツとしての役割も備えており、合体に用いるジョイントや変形機構が配されたもののほか、主に食玩やカプセルトイでのラインナップ用にこれらの機構が省略された簡易版もある。また、トッキュウレッシャーは2014年3月より稼働開始のバンダイの新型自販機「ガシャポンカン」の第1弾商品としてもラインナップされている。
変形機構の有無を問わずトッキュウチェンジャーに装備可能なものは「トッキュウレッシャー」のロゴが入っている。また、トッキュウレッシャーは小学館・講談社の各掲載誌でも付録として付属している。
また、ソフビ人形では敵側のシャドーラインからもシュバルツ将軍とクローズが発売された。
一方で高年齢層向けには、戦隊シリーズとしては12年ぶりとなる超合金モデル「トッキュウオー」を、さらに敵側ロボ商品となる「シュバルツ専用クライナーロボ」を、それぞれプレミアムバンダイ限定で販売した。
売上は前作の『キョウリュウジャー』を当初は上回っていたが、通期実績は113億円と同作品を下回った。

## あらすじ
西暦2014年。地底から現れた悪の帝国シャドーラインが世界を暗黒に包もうと猛威を振るい始めた。シャドーラインは拠点となる「ステーション」を増やすため、様々な場所で悪事を働き、闇の路線を増やそうとする。
ある日、大勢の子供がシャドーラインの巨大車両クライナーに拉致された。ところがその子供たちの中に一人の青年ライトが混じっていた。そこへシャドーラインの対となる線路レインボーラインを通る巨大車両烈車が現われ、クライナーと激突。クライナーと烈車が停車すると、烈車レッドレッシャーからトッキュウジャーと名乗る4人の戦士が降りてきた。シャドーラインの怪人と戦うトッキュウジャーだが、乱入したライトが無謀にもシャドー怪人に立ち向かい、返り討ちに遭う。
ライトが目覚めるとそこにいたのはそれぞれトカッチ、ミオ、ヒカリ、カグラと名乗る4人の若者。彼らこそトッキュウジャーの正体であり、ライトの幼馴染だった。しかし、ライトを含めた5人は幼馴染であったこと以外の記憶を失っていた。そして5人はレッドレッシャーの車掌の口から、高い想像力イマジネーションを持つ者として認められ、シャドーラインを迎え撃つ戦士トッキュウジャーに選ばれたことを知る。

## 登場人物

### 烈車戦隊トッキュウジャー
イマジネーションの力で戦うスーパー戦隊。
戦士としての形態名は「トッキュウ●（番号）号」。また、初期メンバー5人の名前は実在の列車や鉄道にちなんだものになっており、変身後もそれぞれ変身前の名で呼び合っている。リーダーは明確に定められておらず、その時の状況に応じて必要なメンバーがチームを引っ張っていく、というスタンスが採られている。戦隊のマークはTQGの字を図案化したもの。
名乗りの口上は「勝利のイマジネーション! 烈車戦隊トッキュウジャー!」。個々の名乗りはメンバー自らによるものではなく、列車の車内放送のようにアナウンスが2回繰り返されるかたちとなっている。名乗りの最後の決めポーズはChoo Choo TRAIN Danceをモチーフとしている。すぐに戦闘開始せずに敵に向かって縦並びで走りながら突進していく。
初期メンバーの5人はどこかの丘に作った秘密基地で一緒に遊んでいた幼馴染だが、互いの関係やニックネーム、相手の性格を除いて、トッキュウジャーになる直前までの記憶が欠落しており、チケットからは「すでに死んでいるも同然」と言われている。5人は自分たちがシャドーラインに支配された町である昴ヶ浜の生き残りだからではないかと推測しているが、それについて車掌は5人がそれぞれが持つ強いイマジネーションによって闇から弾き出され、ライトはクライナー、それ以外の4人はレッドレッシャーの車内に迷い込んだと答えている。この経緯からライトは4人よりも後にトッキュウジャーにメンバー入りしている。また、闇の皇帝ゼットは5人が「一度闇に呑まれた」と看破するような発言をしている。
第32駅で初期メンバー5人の正体が総裁の力により肉体を成人化させられた子供であることや、成人化した際のショックで記憶の大半を失ったことが判明する。実年齢は5人とも10歳。それ以降は本名も含めて全ての記憶を取り戻している。戦いの中で精神的にも大人に近づいたため、今の状態が続けば肉体も精神も子供に戻れなくなる危険性が生じるが、第45駅でライト以外の4人はレインボーパスをワゴンに焼却処分されたことで、トッキュウジャーの記憶を消される代わりに子供に戻り家族と再会する。だが、徐々に違和感を感じ始め、明が秘密基地に貼ったライトと一緒に写った写真を見た4人はトッキュウジャーだったことを思い出し、再び大人に戻りゼットに敗れ絶望しかけたライトの元に集結する。終着駅でゼットを倒した後はライトたちは二度と子供に戻れないなら家族と別れる決意をするが、大人の姿の5人を家族が強いイマジネーションで受け入れることで子供の姿に戻り、明たちと別れた。
後日談にあたる『ニンニンジャーVSトッキュウジャー』ではレインボーラインからの要請で闇博士マーブロを倒すため一時的に大人の姿になっている。
メンバー内でのイマジネーションの強さはライト→カグラ→トカッチ→ヒカリ→ミオの順となっている。
- 本来は子供であるという設定から、番組当初より初期メンバー5人は子供のような性格として描写されており[15]、小林は人間ドラマが描写されるシャドー幹部らはトッキュウジャーに殺させないという方針を掲げている[18][注釈 13]。当初は「本当は5人が亡くなっている」という設定もあったが、『銀河鉄道の夜』そのままであることから採用されなかった[33]。当初は5人のうち2人が年齢が異なっていたが、過去の映像を作ることから全員同級生となった[34]。

ライト
本作品の主人公。戦闘リーダー（弁当リーダーの異名を持つ。）。フルネームは鈴樹 来斗（）。服のキースタイルは、アメカジ。
好奇心旺盛で、前向きな性格。そのポジティブ思想と優れた行動力から幼いころには他の4人の手を引くリーダーシップを発揮する。強い直感力で善悪を見抜き、何事にも無駄に全力を出す。想像力は5人の中では1番高く、巨大ロボ戦になると持ち前のイマジネーションから、超トッキュウオーを生み出したこともある。「よくわかんないけどわかった!」が口癖。
食欲旺盛であり、おもにフライドチキンやから揚げなどの肉料理が大好物。その食い意地と高いサバイバル能力から子供のころから山中などでの食べ物探しを得意としている。ただし、料理はあまり得意ではない。食べ物の恨みは根に持つタイプ。
また、勉強を苦手としており、0点を取ることも多かった。そのためか第36駅でマンネンヒツシャドーに0点と採点されても平然としている。意外と負けず嫌いで、第20駅ではジャックインザボックスシャドーにすべったことに落ち込んだり、第33駅でヒカリとの勝負に負けた時に非常に悔しがったりしている。
家族は母親の優美（）、妹の舞（）、弟の雄斗（）のほか、空手の師範である祖父の剛史（）がおり、祖父の開いていた道場にはヒカリと一緒に通っていたため、想像力だけではなく本来の戦闘力も高い。ヒカリよりも先に習い始めたが、練習が嫌いで、あまり真面目にしていなかった。しかし、肩の力を抜いて楽しんでいるため、一度は肩に力の入っていたヒカリに勝っている。また、カグラによれば祖父が好きだったらしく、それがディーゼルレッシャーに好感を持つ理由にもなっている。
ゼットが探し求めた「キラキラ」の正体であり、昴ヶ浜が闇に呑まれる際に自身の知らないうちにゼットの闇を取り込んでおり、それが原因で、町から脱出する際に唯一レインボーラインから弾き飛ばされ、クライナーに乗っていた。
- 元々は大食いキャラではなかったというが、ライトを演じる志尊淳の食べている姿が良かったため、食事のシーンが毎回入ったという。当初はもう少しワイルドなタイプであったが、前作『キョウリュウジャー』の桐生ダイゴと重複することから微調整されて現在の形となった。

トッキュウ1号
ライトが変身する戦士。基本スーツカラーはレッド。
格闘センスに優れ、メンバー一の戦闘力・能力を誇り、強い戦闘テクニックを発揮する。
最終決戦では、レールスラッシャーとトッキュウブラスター・キリマスモードの二刀流を披露した。
第27駅以降、ハイパートッキュウ1号に変身する。
闇のトッキュウ1号
第44駅でライトが変身しようとした際に、自身の体内に蓄積され汚染していた闇のエネルギーがゼットと共鳴したことで包みこまれ変貌した姿。スーツの赤色だった部分が光沢の入った黒になっているのが特徴。初変身時は苦しむような声を上げたが、第45駅以降では何のためらいもなく変身している。シャドーと同じ闇の力を備え、圧倒的な強さを誇るものの、勝利のイマジネーションが失われているため、ゼットに勝つことはできない。全身から放出する闇でクローズを一掃することができる。
イマジネーションを取り戻してからは再び通常の1号になっている。
虹のトッキュウ1号
終着駅（最終回）に登場。トッキュウ1号がゼットとの最終決戦の際、仲間から託されたトッキュウレッシャーでブルー・イエロー・グリーン・ピンク・オレンジの順で連続に乗り換えチェンジをした後にハイパーレッシャーを使い変身した究極の乗り継ぎ戦士。変身時のアナウンスは「トッキュウ1号レッド、乗り継いでレインボー」。形状はトッキュウ1号レッドと同一だが、トッキュウスーツがレインボーカラーに輝いている。レールスラッシャーとユウドウブレイカーの二刀流で攻撃する。
- 当初は乗り換えではなく「乗り継ぎ」でレインボーに変身する予定だったが、合成カットが持たないため採用されなかった。

トカッチ
サポートリーダー。フルネームは渡嘉敷 晴（）。服のキースタイルは、プレッピー。
5人の中では唯一ライトたちの町の出身ではなく、別の町から転校してきたメンバーであり、1人だった自分にライトたちが声をかけてくれたことで友達になった。また、ニックネームも他の4人とは異なり、下の名前のカタカナ表記ではなく姓の渡嘉敷をもじったものになっている（本来の名前が難読なため）。極度の近眼のため、眼鏡をかけており、親指で持ち上げる癖がある。真面目で知的だが超慎重派で、テンポも遅いため会話中でもライトに発言を横取りされることもしばしば。決断に乏しい優柔不断な面もあり、見た目によらずドジな面もあるが、最低限のことができないと自分を許せず、一度決めたことはやり抜く性格。頭の回転が速く勉強好きにもかかわらず、学業成績はヒカリに劣り、典型的なガリ勉タイプゆえに体力は低いため、戦いに関してはライトやミオには敵わず、カグラもいざとなれば強いことから、自分が一番の足手まといなのではないかとコンプレックスを抱いている。じっくり考える時間さえあれば敵を分析したり作戦を考えたりすることもできるが、とっさの判断が苦手なため、パニックに陥ることも少なくない。
終盤では自分よりも家族や仲間を優先して自分の気持ちを抑え込むミオに活を入れたり、自分たちが戻ってきたことに驚き問い詰めようとしたライトの口を自分がされたように塞ぐなどの一面も見せた。
自身よりも優秀な学生の兄の涼（）に憧れており、幼いころに兄をモデルにした理想のヒーロー「リョーナイト」を生み出し、第25駅では実体化してネロ男爵やクローズと戦った。本人は自覚していないが、ミオに好意を抱いており、何かと世話を焼かれるヒカリに嫉妬したり、ミオと明が（成り行きで）デートすることになった際はやきもきし、そのことをビリヤードシャドーに八つ当たりしたこともあったが、彼の恋心に気付いているのはヒカリのみである。
後日譚の『行って帰ってきた烈車戦隊トッキュウジャー』では2025年には周りの目を気にしてコンタクトにしていたようだが、海岸で落としたため、2017年の自分に眼鏡を貸してもらっている。
- 名前の由来はJR北海道の特急列車「スーパーとかち」。
- ずれたメガネを親指で持ち上げるように直す仕草は、トカッチを演じる平牧仁が考えた仕草で、こだわりがあるキャラクターにするために思いついたという。当初は真面目なキャラクターという設定であったが、メイン監督の中澤祥次郎はそれだけではキャラクターが埋没すると考え、平牧のコメディーセンスがあり、いじればいじるほど面白くなると思い、真面目さが空回りしたコミカルなキャラクターへと変化していった。名乗り時のポーズは真面目さを表現したもので、鉄道の要素は入っていない。
- 第4駅での子供のころにミオを助けていたという描写は、トカッチの方が助けられていたことへの伏線となる予定であったが、その後は用いられず自然消滅した。

トッキュウ2号
トカッチが変身する戦士。基本スーツカラーはブルー。
変身アナウンス（名乗り）時にはお辞儀しながら何か一言言い、攻撃を繰り出す時には稀に「トカッチ○○（攻撃の名称など）」と叫んだりする。
射撃能力や敵の戦闘力・能力の分析に優れ、作戦立案を得意とする頭脳派の戦士でもあるが、発案に時間がかかる。
第34駅や第37駅でハイパートッキュウ2号に変身する。

ミオ
世話焼きリーダー。フルネームは夏目 美緒（）。服のキースタイルは、ストリートカジュアル。
根が優しいトッキュウジャーのお姉さん的存在で特にカグラからは慕われている。さまざまな武道や家事技術を習得しており、ライトやヒカリに次ぐ戦闘力がある。しかし、恋愛事情は苦手で、仲間たちを巻き込むこともしばしばある。小学生時代は学級委員だったためか人の世話を焼くことが好き。しかし、お節介過ぎる部分もあるため、ヒカリには一度自身のいない場で「やめてほしい」と言われたこともある。メンバーの中で1番イマジネーションが弱いため、ライトに引っ張ってもらわないと何もできないことや、「イマジネーションを鍛えれば」と言われた時は、図星をつかれて怒っていた。アイスクリームが大好物。誕生日は9月28日。
自分より相手のことを考えているため、自分の本当の気持ちを抑え込むところもあり、カグラやトカッチから苦言を呈されたこともある。
武道に関しては特に剣道が得意で、少しだけ習っていた。そのため、戦いにもしばしば剣道の動きが使われる。
父親の公平（）は昴ヶ浜本町交番で巡査を務めていることが作中で言及されている。母親は未登場。幼少のころにあまのじゃくな性格のシューマイのゆるキャラ（想像上の友達）・マイッキーのぬいぐるみと会話していたこと、無意識のうちにイマジネーションを抑え込んでいたことが第15駅で明らかになる。唯一同じ女性メンバーのカグラからは、「ミオちゃん」と呼ばれている。
また、第21駅でシャボンシャドーの能力によりグリッタと心が入れ替わって以来、元に戻った後も何かとグリッタのことを気にかけている。
トッキュウ3号
ミオが変身する戦士。基本スーツカラーはイエロー。
剣道や柔道、合気道などの武道の心得を持ち、それらの動きを駆使した技を多用し、怪力を活かしたパワフルでスポーティな戦法も得意とする。
第30駅で5号のハイパートッキュウアーマー装着に割り込み、ハイパートッキュウ5号&3号となる。3号の単独でのハイパー化は劇中未登場。
- 名乗り時のポーズは「出発進行」をイメージしている。

ヒカリ
影のリーダー。フルネームは野々村 洸（）。服のキースタイルは、アウトドア。
気分次第で行動するクールガイ。ライトとは正反対な堅物の現実主義者で、ミオによると暴走しがちなライトのストッパーとして活かされていたらしい。戦闘能力が高く、トカッチに引けを取らない洞察力を持つ。その一方でイマジネーションはミオに次いで弱く、本人いわく「根拠のない想像はできない」らしい。烈車内での食事は他の皆とは1人離れてとっていることが多い。気分屋なため、わがままで子供っぽい一面もあり、いい意味でも悪い意味でも自分が思ったことをすぐ口にする。そのため、冷たいと誤解を受けやすいこともあるが、根は仲間思いで仲間からの信頼も厚い。また、ライトに勝るとも劣らないほど負けず嫌い。
明がトッキュウジャーになった当初は反対し、明を信じるライトに反発していたが、ライトの明を何があっても信じる姿を見て「信じるとはいわないけど、疑わない」と考えを改める。その後は彼の自由さに戸惑いつつも、間を埋めていった。
家族については母親の彩香（）と祖母の恵美子（）の存在がこれまでに語られており、父親は未登場。1人でいることが多く、ライトたちと同じクラスになるまでほとんど友達のいなかった自分に遊び道具として祖母からけん玉をもらったことがあり、これをきっかけとしてけん玉を特技とするようになった。同時にこの時に家族を守りたいと思うようになった。高所恐怖症。
普段から他のメンバーより一歩引いた視線で物事を見ており、ミオと同じく常識的だが、好きな推理小説の影響で探偵の姿に扮した時はノリノリで自分の推理を語ったりしていた。
サンドイッチの中で特にタマゴサンドが大好物だが、野菜は基本的に苦手。第28駅でミオに野菜の入ったサンドイッチを出された時には結局最後まで食べていない。
ライトの祖父が空手の道場を開いていて一緒に通っており、戦闘能力が高い理由の一つである。ライトよりも後に習い始めたが、真面目に練習していたようで、それゆえライトに負けた時は誰もいない場所で涙を流していた。
- 女性っぽい柔らかい口調は、母親と祖母に育てられた設定から来たものである。空手を習っていたという設定は、演じる横浜流星の特技に基づいたものである。けん玉は、ヒカリが一番5人の中でクールであり、1人でいることが多いため、考えている際に手遊びができ、戦いにも活かせ、小さな子供にもわかるため、記号として付けられた。

トッキュウ4号
ヒカリが変身する戦士。基本スーツカラーはグリーン。
敵の弱点を見極めて、スピーディーな攻撃で確実に倒すアクロバティックな戦法を得意とする。武器の扱いも長けるほか、空手をベースにした戦闘テクニックに長ける。
第29駅や第36駅でハイパートッキュウ4号に変身する。
- 名乗り時のポーズは『特命戦隊ゴーバスターズ』のレッドバスターのポーズをアレンジしたものである。

カグラ
なりきりリーダー。フルネームは泉 神楽（）。服のキースタイルは、ガーリー。
明るく天真爛漫で、少々天然系な性格。普段は控え目で気弱な怖がりだが、ライトの次に想像力が高く、自己暗示をかけることで自分のステータスを底上げし、どんな戦法も実現するなりきり派。だが、自分の限界を忘れて暴走し、誰にも止められなくなることもある。また、やり過ぎるあまり周りが見えなくなり、ヒカリのけん玉を誤って壊し、彼を激怒させたこともあった。一方で本人もなりきりでできることとできないことがあることは自覚しており、第30駅でケーキを作った際には見た目は良かったが味はいまいちだった。しかし、ミオのためにおいしい誕生ケーキを作ろうとケーキ屋に行き修行を積み仲間たちからも好評だった。同じ女性メンバーのミオとは仲が良く、姉のように慕っている。また、烈車内の個室は全面ピンクでコーデしている。剣道が得意。
実家は「Merope」という名前のレストランで、父親の洋介（）と母親の恵子（）、そしてまだ赤ん坊である弟の大喜（）がいる。
後日譚の『行って帰ってきたトッキュウジャー』では家が新たな店を構えたことが明かされた。
- なりきりは、カグラがただかわいいだけというより少し癖のあるイメージで暴走するというのが、なりきりというかたちになり、脚本の小林はイマジネーションの主体がなりきりであると解釈している。ヒカリと兄妹のように仲がいいというのは、初期に4号のスーツアクターを務める竹内康博と5号のスーツアクターを務める野川瑞穂がしていた仲良しな芝居から発展していったものである。

トッキュウ5号
カグラが変身する戦士。基本スーツカラーはピンク。変身アナウンス時には「はーい」と軽い口調で返事する。
戦闘では普段は控え目で気弱なため、乗り換えした時もうまく戦えないことが多いが、持ち前の強い想像力で自身の戦闘力を上げることで、他の4人にも引けを取らない突飛な技や戦法を実現して戦う。
第30駅では、ハイパートッキュウアーマーの装着時に3号が割り込み、ハイパートッキュウ5号&3号となる。5号の単独でのハイパー化は『4週連続スペシャル スーパー戦隊最強バトル!!』最終話において登場している。

虹野 明（）
第17駅より登場した追加戦士で、レインボーラインの保線作業員。オレンジ色の工事用ヘルメットとズボンに黒いジャンパーとTシャツ姿。そして保線用の工具が入った袋と保線作業後の誘導業務用の誘導灯を所持している。また、ふらりと現れる際にはブルースハープを吹いていることが多い。
かつてはザラムという名のシャドーライン所属のシャドー怪人であり、シュバルツとは「闇ではなく烈車の力で地上を制圧すること」を語りあった仲でもある。その出自から、シャドー怪人の能力について5人に助言することもある。第35駅で「時が来れば自分の軍門に降る」というドリルレッシャーを返還する条件のため、第39駅から第41駅ではトッキュウジャーを離脱しシュバルツに協力して闇の皇帝ゼットと戦っている。
自分が望まなくても周囲に雨を降らせるだけの能力があり、それによって幾多の遠足や運動会などのイベントを中止にしたことで、必要以上に大げさな罪の意識を感じていた。しかし、ある日見た雨上がりの虹の美しさに心を打たれたことでシャドーラインを抜けた。以降、前述の過剰な罪悪感もあって「虹を守って消える」ことを望み、レインボーラインの保線作業員として働きながら「ここがオレの死に場所か…」と理想の死に場所を探すようになるが、ライトたちと行動するうちに当初は理解できなかった「仲間意識」を解するようになり、生きていくことを望むようになる。また、ライトたちが本来子供であると分かった以降は5人の兄貴分のような行動をすることも多くなった。ズレた価値観を持ち、マイペースで思い込みが激しく、自分の世界に入り込むと周囲の声が全く聞こえなくなる、孤高の一匹狼的な存在。シュバルツいわく、「約束を必ず守る男」。
「笑うときは自分が死ぬ時だけだ」と言及しているため笑顔を見せることはないが、その反面動物好きで、動物と接している間だけ笑顔を見せる。また、ビルドレッシャーなどの烈車にはシャワーしかないため、銭湯に対して並々ならぬ熱意とこだわりを持っている。恋愛には非常に疎い半面、異性やスキンシップに対する恥じらいやためらいを全く持たない。
シャドーラインを抜けたことでかつての名で呼ばれるのを嫌っており、第18駅でヒカリの発案によりライトを除く4人によって虹野明という名前がレンケツバズーカのレインボーラッシュを使い命名された。終着駅（最終回）では最終決戦の際に「レインボーライン…俺の生きる場所だ」とライトたちにそれを教えてくれた。シャドーラインの最後の戦いが終わった後もレインボーラインの保線員を続けていくことになった。
- ヘルメットとタンクトップというスタイルは、明の初撮影となった『烈車戦隊トッキュウジャー THE MOVIE ギャラクシーラインSOS』で仮のものとして決められたものだったが、テレビシリーズでもそのまま採用された。そのデザインから保線作業員ということとなり、『星獣戦隊ギンガマン』のように6人目を別枠にする方が得であると思い、敵側から来たキャラクターにすることで、シャドーラインにも絡めるものとなった。

トッキュウ6号
虹野明が変身する戦士。スーツカラーはオレンジ。変身アナウンス時には、右手を前に指し出し「トリャー!」と発する。
最新式のスーツのため、初期メンバー5人総掛かりで全く歯が立たなかったシュバルツに対してほぼ互角に戦える実力を持っている。初期ではユウドウブレイカーを投げ捨てプロレス技など素手で戦おうとして、チケットに注意されて思い出し拾って戦うことが多かったが、後半は投げ捨てることは少なくなった。
第44駅でハイパートッキュウ6号に変身する。
第40駅・第41駅では、アプリチェンジャーを奪った皇帝ゼットが変身する。
- 名乗りのポーズは、当初は頭上で両腕を使って6を作るポーズであったが、中澤と福沢の提案で顔を5号の後ろから出して、トッキュウジャーの6番目になれた、という気持ちを指を6本立てる仕草で表現したものとなった。
- 戦隊シリーズで「オレンジ」の色の戦士は『バトルフィーバーJ』のバトルコサック以来35年ぶりである。名乗り時のポーズは保線員が用いる「片手水平上げ」をイメージしている。

ザラム
明の本来の姿。シャドーラインを抜けた後も怪人態への変身能力は健在であり、トッキュウ6号への変身不能時は怪人態の姿になり戦うこともある。怪人態のままトッキュウ6号にトッキュウチェンジすることも可能。
- ザラムのデザインは他のシャドーライン側キャラクターと同じく篠原保が担当した。人間態時にもテンガロンハットを被っているという指定であったため全体的にはウエスタン調のデザインで、「雨を降らせる能力」の設定が追加されたことにより傘からの連想でコウモリのイメージも加えられた。顔は水に濡れたネコをイメージしている。
- 劇中ではシャドーライン時代のザラムの立場は明らかになっていないが、明役の長濱慎がメインライターの小林靖子から受けた説明では、ザラムとシュバルツは同期であり、ともに地位を昇っていたという。

### レインボーライン関係者
車掌
レッドレッシャー車内に常駐している人物。レインボーラインとシャドーラインの秘密をある程度知り得ている。口癖は「イマジネーション!」。
主に烈車でトッキュウジャーたちをシャドーラインの駅に送り届ける役目を持つが、本人によると「シャドーラインの長期停滞は危険」なため、即座に駅から離脱して戦いを静観している。車内の表示板により、トッキュウジャーの乗り換えチェンジを強制解除する権限を持っているが、メンバーの誰かが別行動を起こせば、烈車の進行方向を切り替え助けに戻るなど、全面的にトッキュウジャーのサポートをしている。
温厚な性格で、ライトたちには敬語で語りかけ、彼らの相談や頼みごとにも業務に支障のない範囲で快く対応する。その反面、非常事態には極度の興奮状態に陥るなど、エキセントリックな一面も持つ。食べ物の好き嫌いは少ないが、キュウリだけは非常に苦手としている。
第8駅でレッドレッシャーを止めるために急ブレーキをかけようとした際にはチケットを外し、さらにその裾を汗を拭くためのハンカチ代わりに使っており、この場面を目撃したヒカリは見なかったことにしている。
アプリチェンジャーを使いチケットとともにトッキュウ6号へトッキュウチェンジしようとしていたが、チケットだけが変身し、自身は帽子のマークが6号のシンボルに変わった程度である。
シャドーを恐れており、ゼットが乗り込んだ際にはすぐに隠れていた。
後日譚の『行って帰ってきたトッキュウジャー』では車掌を辞め、鉄道警察隊隊長に就任する。また、トッキュウ7号に変身できるようになり、ライトたちと共闘した。
- メインライターの小林靖子は、車掌の設定には様々な案が存在していたが、関根勤が起用されたことにより人間の姿になったと証言している。
- ものまねやカマキリ拳など演じる関根の持ちネタを披露することが多い。監督の加藤弘之は関根のファンであるため、加藤の担当回では特に多くなっている。第42駅の大滝秀治のネタで使用したつけ耳などは関根の自前である。

チケット
車掌が右手に填めているサルのパペットのような形状をした、彼の右腕。車内アナウンスを担当している。ライトたちには車掌が腹話術で喋っているだけと疑われているが、本人は「自分の意思がある」と言い張っている。どこからかトッキュウオーのコクピットに単独で出現することもある。車掌と同様にですます口調で話すが、彼とは対照的に毒舌家で、車掌と意見が対立することもある。
シャドーラインを目の敵にするような発言も多く、ザラム（明）に対しても同様。
トッキュウ6号へ変身した際にはやる気満々で戦いに行こうとしていたが車掌に止められ、明になる前のザラムが6号に変身した際には悔しがっている。明がビルドレッシャーの操縦システムを勝手に改造したことも気にいらないなど、明を煙たがっている。
第45駅では、ライトがチケットを車掌の手から外したが、それでもしゃべっている。ただし、その間も車掌は右手を動かしており、自身はしゃべっていなかった。
- メインライターの小林は、車掌が人間の姿になったことから、キャラ立ちのためチケットを加えたと述べている。
- デザインを担当した篠原保は、「小猿っぽく」という指定と毒気のあるキャラクターであることから、かわいさだけでなく不気味さも加味している。また正体不明であることから、生物やロボットなど具体的なものを排除してイメージを固定化させないことも意識している。胴体部分は車掌の衣装を簡略化させた服を着ている。

ワゴン
レインボーラインに乗務員として勤務し、車内販売を担当する女性。ロボットのような容姿をしているが、正体は不明。彼女の提供する各種弁当などの車内食はレッドレッシャーの客車で生活するトッキュウジャーの食糧にもなっている。第2駅では車内の天井を巨大フォークで突いている。
仕草や口調が妙に色っぽく、「激しく」や「いやーん」が口癖。ノリが良いため、ライトたちには気安く話せる存在となっている。趣味は自撮りで、車内清掃中にセクシーなポーズでしていることが多い。
トッキュウジャーのメンバーがレッドレッシャーのメンテナンス時にディーゼルレッシャーに移った際には、一緒にディーゼルレッシャーへ移動しており、ディーゼルオーの合体アナウンスも担当した。
後日譚の『行って帰ってきたトッキュウジャー』では、車掌の鉄道警察隊隊長に就いたことを受け、新しい車掌に就任した。
- ミオとカグラが少し子供っぽいため、壇蜜のようなセクシーな感じのお姉さん的存在として作られた。
- デザインではロボット的に細かいディテールを加えているが、スーツ制作ではそれをできるだけ削ぎ落として細身に仕上げている。そのまま美女の顔を付けるのではなく、某アニメの車掌に倣って唇のみが暗闇の中にあるというのに辿り着いたという。車内ワゴンは既存のものを改造している。
- ポーズは『チャーリーズ・エンジェル』や『シカゴ』、セクシーなグラビアなどを参考にしている。

総裁
レインボーラインの最高責任者。車掌同様に人間の姿をしているようだがウサギの被り物で素顔を隠している。他人のイマジネーションに作用する力を持ち、その力でライトたちの身体を大人に変えた。素顔を見せないのは「他人の想像力を育ませるための措置」とされる。
ハイパーレッシャターミナルの司令室に常駐し、業務連絡アナウンスも自ら行っている。通信には黒電話を用いる。本人いわくドリルが好きで、ドリルレッシャーがお気に入り。
第19駅で声だけで登場し、明にビルドレッシャーを与える。初めて姿を見せたのは第31駅で、当初はライトたち初期メンバーが子供の姿に戻れなくなることを懸念し、車掌に5人の秘密を伝えトッキュウジャー解散を命じたが、それでもなおトッキュウジャーを続ける決意をした5人の意思を尊重しハイパーレッシャーの使用を許可する。
ライトは総裁を「おかず（＝惣菜）」とたびたび間違えて呼んでおり、一度チケットからも「このおかず!」と暴言を吐かれたことがある。また、頭の被り物は登場するたびにずれていることがよくあり、毎回チケットに指摘されている。
- デザインを担当した篠原は、「遊園地の着ぐるみのように」という発注をもとに、チケットの意匠を盛り込んでいる。モチーフはウサギで、遊園地のマスコットキャラクター風というオーダーだった。また、ウサギにしたのは高くした帽子を長い耳で支えられると考えたからであり、ラビット繋がりであるというのは考えていなかったという。

## トッキュウジャーの戦力

### 共通装備
トッキュウレッシャー
トッキュウジャーの力の源となる鉄道模型型アイテム。烈車の先頭車両を模しており、烈車の戦闘パターンやトッキュウジャーの変身コードなどがインプットされており、起動キーの役割を持つ。スコープレッシャー以外のレッシャーは各1個ずつしか存在しない。基本的にトッキュウチェンジャーおよびアプリチェンジャーで読み込むことで効果が発動するが、シュバルツがレッシャー単体でドリルレッシャーを呼び寄せたこともある。『トッキュウジャーVSキョウリュウジャー』では、シャドーに対抗するためキョウリュウジャーがサポート烈車を使用して戦った。
| レッシャー名           | 変身                     | 乗り換えチェンジ      | 使用用途 |
| ---------------------- | ------------------------ | --------------------- | --- |
| レッドレッシャー       | トッキュウ1号            | レッド                | 烈車・レッドレッシャーを呼び出す[85]。 |
| ブルーレッシャー       | トッキュウ2号            | ブルー                | 烈車・ブルーレッシャーを呼び出す[85]。 |
| イエローレッシャー     | トッキュウ3号            | イエロー              | 烈車・イエローレッシャーを呼び出す[85]。 |
| グリーンレッシャー     | トッキュウ4号            | グリーン              | 烈車・グリーンレッシャーを呼び出す[85]。 |
| ピンクレッシャー       | トッキュウ5号            | ピンク                | 烈車・ピンクレッシャーを呼び出す[85]。 |
| ビルドレッシャー       | トッキュウ6号            | オレンジ[45][注釈 39] | - 烈車・ビルドレッシャーを呼び出す[85]。 - ユウドウブレイカーに装填するとビルドレッシャーのバケットによる叩きつけ攻撃を発動する。                                         |
| ハイパーレッシャー     | ハイパートッキュウジャー |                       | - ダイカイテンキャノンに装填して必殺攻撃を発動させる。 - 烈車・ハイパーレッシャーの変形に使用[85]。                                                                       |
| シールドレッシャー     | ---                      | ---                   | - 烈車・シールドレッシャーを呼び出し[87][85]、シグナルシールドとして装備または防御させる。 - トッキュウブラスターで使用すると人間用サイズのシグナルシールドを出現させる。 |
| カーキャリアレッシャー | ---                      | ---                   | - 烈車・カーキャリアレッシャーを呼び出す[85]。 - トッキュウブラスターで使用すると、ダッシュカー型のエネルギーをモードに応じた状態で発射する[注釈 40]。                    |
| タンクレッシャー       | ---                      | ---                   | - 烈車・タンクレッシャーを呼び出す[85]。 - トッキュウブラスターで使用すると、タンクレッシャー型の爆弾を発射する。                                                         |
| ディーゼルレッシャー   | ---                      | ---                   | 烈車・ディーゼルレッシャーを呼び出す[85]。 |
| ファイヤーレッシャー   | ---                      | ---                   | 烈車・ファイヤーレッシャーを呼び出す[85]。 |
| ポリスレッシャー       | ---                      | ---                   | 烈車・ポリスレッシャーを呼び出す[85]。 |
| ドリルレッシャー       | ---                      | ---                   | - ユウドウブレイカーに装填して必殺攻撃を発動させる。 - 烈車・ドリルレッシャーを呼び出す[85]。                                                                             |
| スコープレッシャー     | ---                      | ---                   | トッキュウブラスターに装填して必殺攻撃を発動させる[85][注釈 41]。 |
| エナジーレッシャー     | ---                      | ---                   | レンケツバズーカの弾丸として使用する[85][注釈 42]。 |
| ポストレッシャー       | ---                      | ---                   | - レンケツバズーカの弾丸として使用する[85][注釈 43]。 - シャドーラインに打ち込むことで、シャドータウンとなった街へも手紙などを届けることができる。                        |
トッキュウスーツ
運動能力を常人の約18倍に高める強化服。フラッシュ機能を備えたマスクは各烈車の先頭車両の先端に合わせた形状で、マスクを一周しゴーグルを覆うように線路が装着されている。この線路は眼鏡のごとくずれたり取れたりすることもある。さらにスーツには番号を取り囲む環状線に4本の路線が繋がる路線図が描かれている。
マスクの額部とスーツの左胸部（6号のみ胸部中央）に戦士を判別するための番号が描かれており、乗り換えチェンジでスーツの色が変わっても番号部分は元の数字のままである。
- 全体的なデザインは、「5色のヒーローが並んでいればスーパー戦隊になる」という東映プロデューサーの宇都宮孝明の意向により、シンプルなものとすることが追求された。
- マスクのデザインは、四角い列車のデザインをスーパー戦隊シリーズのタマゴ型に落とし込むことや、自動車をモチーフとしたデザインとの差別化などが必要であったことから、決定稿に至るまで従来の作品よりも多くのデザイン案が描かれた。デザイン時点では線路は別パーツとは考えられておらず、パイロット版を監督した中澤祥次郎の提案による。線路のパーツは『激走戦隊カーレンジャー』以来となるメッキ処理が施されている。
- ボディの路線図を模した意匠は、JR中央線・山手線・京浜東北線をイメージしている。胸の番号は乗り換えチェンジで区別がつきやすいよう大きく強調されている。
- マスクは共用のものをしているが、スーツは男性用と女性用で作られており、自分の体型に合わせて作られていないため、きつくて大変であるという。

トッキュウバックル
変身後に腰に装着されているベルト。初期メンバーのバックルにはレインボーパスがセットされている。6号のみTQGのロゴが入った普通のバックル。
レッシャー自動改札
烈車の到着と同時に出現するレインボーパス専用自動改札機。リーダー部にレインボーパス、もしくはアプリチェンジャーを接触させることで通過して烈車に乗り込むことが可能となる。周囲には不正乗車防止用バリアが張られているため、レインボーパスを紛失した場合には乗車できなくなる。
- 既存の自動改札と変わりがないようにトッキュウチェンジャーやトッキュウブラスターを参考に若干のディテールアップに留めている。

### 初期メンバーの装備
トッキュウチェンジャー
初期メンバー5人が左腕に装着する踏切型変身ブレスレット。側面に並んだ3つのボタンでモードを起動した後、トッキュウレッシャーをセットして遮断機を下ろすことでモードに応じた効果が発動する。
チェンジボタン（左）
このボタンを押して遮断機を上げると「変身いたしまーす。白線の内側に下がってお待ちくださーい」のアナウンス音声が鳴り、地面に白線が現れた後、「トッキュウチェンジ!」の掛け声とともにトッキュウレッシャーをセットし、「はっ!」の発声とともに遮断機を下ろすことで、スーツとマスクが形成され、トッキュウジャーへと変身する。
乗り換えボタン（中央）
このボタンを押して遮断機を上げると、「変身解除いたしまーす、お急ぎの方はお乗り換えください」のアナウンス音声が鳴った後、6号を除く仲間と互いのレッシャーを交換してセットし、遮断機を下ろすことで「トッキュウ◯（番号）号、◯◯◯（乗り換える前の色）、乗り換えて〜◯◯◯（乗り換えた色）」のアナウンス音声とともに乗り換え変身が完了する。烈車に対応した武器の真価を引き出しながら戦う。
烈車ボタン（右）
このボタンを押すと「烈車がまいりまーす、白線の内側に下がってお待ちください」のアナウンス音声の後、召喚したい烈車のトッキュウレッシャーをセットし、遮断機を下ろすことで「◯◯レッシャー」の音声とともに烈車を召喚させる。機能停止した烈車を再起動する際にもこの方法が用いられ、存在が消えそうな烈車の場合はかなりのイマジネーションが必要とされる。
トッキュウブラスター
初期メンバーが使用する可変式武器。光弾銃形態のウチマスモードと剣形態のキリマスモードに変形する。変形時はそれぞれのモードに合わせて「うちまーす」「きりまーす」というアナウンスが鳴り、ボディの表示板も「BLASTER MODE」（ウチマスモード）と「SWORD MODE」（キリマスモード）に変化する。ウチマスモードでは毎分960発の光弾を放ち、キリマスモードでは50センチメートルの厚さの鋼鉄板を両断する。
トッキュウレッシャーをセットして烈車の特性を追加した必殺攻撃を放つことができる。その際には「うちますよー、ご注意くださーい、ご注意くださーい!（ウチマスモード時）」「きりますよー、ご注意くださーい、ご注意くださーい!（キリマスモード時）」と警告のアナウンスが鳴る。
変身前でも使用可能なほか、『ニンニンジャーVSトッキュウジャー』では1号（ライト）から借りるかたちで変身できなくなった天晴（アカニンジャー）も使用している。
- デザインは駅名標をモチーフとしている。

レインボーパス
烈車への乗車万能パス。レッシャー自動改札機を通過できる。パスとしての機能に加え、電子マネー機能、およびスマートフォンのような通信機能も備えている。
ライトたちが手書きで作成した秘密基地の定期券がレインボーラインの力によって変化した。5人が大人の姿でいられる要因でもあり、失われると子供の姿に戻る。劇中ではライトを除く4人のパスが焼却されて子供に戻ったが、後に集合写真が新たなパスとなった。

レールスラッシャー
レッド専用のレール系ロングソード。主に1号が使用する。長い刀身は頑丈な大岩をも一振りで真っ二つに斬り裂く。得意技は、レール状のエネルギーを放ち相手を拘束してから斬りつけるレールバインド斬り。また、レール状のエネルギーは防御などに転用することもできる。
ホームトリガー
ブルー専用のプラットホーム系ビームガン。主に2号が使用する。高い破壊力の特殊ビーム光弾トカッチスーパービームだけでなく、車止め標識型のエネルギーを発射して、敵を強制停止させることができる。
シンゴウハンマー
イエロー専用の信号機系スレッジハンマー。主に3号が使用する。ヘッド部分に重力を帯びているため強力な破壊力があり、打ち付けると同時に側面の信号が青から赤に変わり、爆発とともに広範囲の敵を吹き飛ばすグラビティストライクと呼ばれる技を放つ。
トンネルアックス
グリーン専用のトンネル系バトルアックス。主に4号が使用する。かなりの重量があり、2号や5号は重さに振り回されていた。気流を操ることで破壊力が増し、アーチ構造を利用して敵をけん玉のように投げ飛ばすこともできる。
テッキョウクロー
ピンク専用の鉄橋系ダブルクロー。主に5号が使用する。鋭い2枚のクローを巨大化させ、刃の間を通過した敵を縮小化させる機能がある。
レンケツバズーカ
5つの専用武器を合体させた必殺の合体発車砲。全員揃っていなくても使用できる。
『ニンニンジャーVSトッキュウジャー』ではアカニンジャー以外のニンニンジャーが使用。
- デザインは鉄道ジオラマをモチーフとしている。

レインボーラッシュ
エナジーレッシャー（トッキュウレッシャー）をセットすることで「烈車が発車いたしまーす」のアナウンスが鳴り、トリガーを引くことで「出発進行ー」のアナウンスとともにエナジーレッシャー型の衝撃波を発射する必殺技。発射されたエナジーレッシャーはトッキュウジャーのイマジネーション（どのメンバーでも可能）によって変化する。
ザラムに虹野明と命名する際にも使用。第42駅では、昴ヶ浜にポストレッシャーを打ち込むために使用された。
終着駅とVシネマではエナジーレッシャーの代わりにユウドウブレイカーをセットしたユウドウレインボーラッシュを使用した。
| 話数   | 名称[91]           | イマジネーション主[91] | 相手                 |
| ------ | ------------------ | ---------------------- | -------------------- |
| 始発駅 | 子泣き地蔵         | ライト                 | バッグシャドー       |
| 第3駅  | お仕置きペンチ     | カグラ                 | チェーンシャドー     |
| 第4駅  | 必殺ゴムパッチン   | トカッチ               | ストーブシャドー     |
| 第5駅  | でっかい魚         | ライト                 | バケツシャドー       |
| 第7駅  | ハンコ返し         | カグラ                 | ハンコシャドー       |
| 第9駅  | プレゼント倍返し   | ミオ                   | マリオネットシャドー |
| 第10駅 | お習字             | トカッチ               | タイプシャドー       |
| 第12駅 | 火の用心           | ライト                 | ランプシャドー       |
| 第14駅 | 寿司桶ヒカリ物縛り | ヒカリ                 | ソウジキシャドー     |
| 第16駅 | ハリセン100万発    | カグラ                 | ハンマーシャドー     |
| 第18駅 | 虹野明             | ライト以外の4人        | [注釈 51]            |
| 第19駅 | 落石注意           | トカッチ               | フェンスシャドー     |
| 第24駅 | 将棋               | ライト                 | ルーク               |
| 第25駅 | おとぎ話大集合     | ライト                 | ピンスポシャドー     |
| 第38駅 | 守衛さん           | カグラ                 | フィルムシャドー     |
| 第42駅 | 郵便配達           | 5人                    | [注釈 52]            |
| 合体SP | モグラ叩き         | ライト                 | モグラロイド         |

### トッキュウ6号の装備
アプリチェンジャー
レインボーパスの機能も備えたスマートフォン型変身アイテム。
戦力増強に伴い、「うえ（レインボーライン上層部）」で新たに開発され、車掌のもとに届けられたが最終的に明に譲渡された。乗り換え変身機能は搭載されていない。またトッキュウチェンジャーと異なり、イマジネーションが強くなくても変身できるため、ゼットに悪用されたこともある。
左側に並んだ3つのアプリでモードを発動し、背面をスライドさせると隠れていた線路型リーダーが現れ、そこにトッキュウレッシャーを通過させることで効果を発動させる。
- 展開した状態は駅のプラットホームをモチーフとしている。

変身アプリ
このアプリをタッチし、スライドさせてレールを出すと、「変身いたしまーす、白線の内側に下がってお待ちくだーい」のアナウンス音声が鳴り、「トッキュウチェンジ!」と発声した後、「はっ!」の掛け声とともにビルドレッシャーをレール型のリーダーに通過させることでスーツとマスクが形成され、変身が完了する。
ビルドレッシャー召喚アプリ
このアプリをタッチし、スライドさせてレールを出すと「烈車がまいりまーす、安全第一で運行いたしまーす」のアナウンス音声が鳴り、ビルドレッシャーをレールに通過させることで、「ビルドレッシャー!」の音声とともにビルドレッシャーが召喚される。
ドリルレッシャー召喚アプリ
このアプリをタッチし、スライドさせてレールを出すと、「烈車がまいりまーす、揺れますので吊革におつかまりくださーい」のアナウンス音声が鳴り、ドリルレッシャーをレールに通過させることで、「ドリルレッシャー!」の音声とともにドリルレッシャーが召喚される。明が正式所持者となったため追加された。

ユウドウブレイカー
6号専用の誘導棒を模した誘導棒系ロッド。敵を斬りつけるように扱うが、戦闘開始時に投げ捨てられて途中まで使用されないことも多い。イマジネーションエネルギーを先端に集中させることで刀身に高熱を帯びさせることが可能。先端からビームを発射することもできる。終着駅ではトッキュウ1号がレールスラッシャーとの二刀流を披露。
- トッキュウレッシャーを装填するギミックは地下鉄をイメージしており、装填口にはエスカレーターの意匠を取り入れている。

トルネードビーム
ドリルレッシャーを装填すると「オーライ! オーライ!」もしくは「整列乗車にご協力くださーい、ご協力くださーい」のアナウンスが流れ、ドリル状のエネルギーを放って相手を粉砕する。
また、他の烈車でもその特性に合わせた攻撃ができる。

### ハイパートッキュウジャー
トッキュウジャーがハイパーレッシャーの力で超強化武装した姿。ライトの「自分が烈車そのものになる」というイマジネーションをハイパーレッシャーに込めて誕生したため、基本形態の上半身に黄金の蒸気機関車型のハイパートッキュウアーマーが重なり装着するかたちとなっている。
ハイパーレッシャーが1つしかないため1度に使用できるのは1人だが、レッシャー使用者の隣（アーマーの進路の中）に他のトッキュウジャーがいると使用者とアーマーで連結し、身動きが取りづらくなるが両者ともにハイパーレッシャーのパワーを発揮可能となる。
烈車並みの戦闘力を発揮でき、ゼット（怪人態）の闇と拮抗するほどの光（キラキラ）を放つことが可能。また、シャドータウン内でも変身を長く持続可能であり、トッキュウブラスターと各形態固有武器のほかに専用武器ダイカイテンキャノンを召喚する能力も備わっている。
- 大型武器であるダイカイテンキャノンを持たせることを前提に創作された[11]。アーマーの形状は、先にデザインされていたハイパーレッシャテイオーのディテールが落とし込まれた[11]。第30駅での2人が連結した状態はプロデューサーの宇都宮孝明が発案したもので、同話のテーマである「（大切なのは）見た目ではない」ことを表現している[52]。

ダイカイテンキャノン
ハイパートッキュウジャー専用の転車台系キャノン砲。転車台から6本の線路が伸びた形状をしており、転車台のカタパルトにセットしたトッキュウレッシャーによって様々な必殺技を発動する。ハイパー時の1号のイマジネーションで形成された。1号以外のハイパートッキュウジャーでも使用可能。終着駅では1号が通常形態で、『トッキュウジャーVSキョウリュウジャー』では、ライトが生身で使用した。
第37駅ではサポート用のトッキュウレッシャーのみで必殺技を放った。
ハイパー終電クラッシュ
カタパルトにハイパーレッシャーをセットし、「ハイパーレッシャー、本日の最終レッシャーになります」というアナウンスの後にレバーを操作して転車台を一周分回転させ、レバー側のボタンを押すことでハイパーレッシャーを搭載したカタパルトが砲口側の線路に移動。この状態で「お乗り遅れにご注意ください」のアナウンスが流れた後、グリップのトリガーを引くことで「ハイパーレッシャー、発射！」のアナウンスとともにハイパーレッシャー型のエネルギー弾を発射する。
第34駅では、ハイパートッキュウ2号が恋愛のストレスで泣きながら放つハイパー終電クラッシュ号泣ミックスを使用した。
トッキュウ終電クラッシュ
カタパルトにハイパー以外のトッキュウレッシャーをセットして発動する。「○○（カタパルトにセットしたレッシャーの名称）レッシャー、本日の最終レッシャーになります」というアナウンスの後にレバーを操作して転車台を1周分回転させ、レバー側のボタンを押すことでカタパルトが砲口側の線路に移動。この状態で「お乗り遅れにご注意ください」のアナウンスが流れた後、グリップのトリガーを引くことで「ハイパー○○（カタパルトにセットしたレッシャーの名称）レッシャー、発射！」のアナウンスとともに連結状態のトッキュウレッシャー型エネルギー弾を発射する。
ハイパー5連結クラッシュ
転車台側面の線路（砲口側を除く5本）に初期メンバーの変身用トッキュウレッシャーをセットし、カタパルトにハイパーレッシャーをセットして発動する。「ハイパーレッシャー、本日の最終レッシャーになります」というアナウンスの後にレバーを操作して転車台を一周分回転させ（60度回転させる毎に「1連結」「2連結」とセットされた数に応じたアナウンスが鳴る）、レバー側のボタンを押すことでハイパーレッシャーを搭載したカタパルトが砲口側の線路に移動。この状態で「お乗り遅れにご注意ください」のアナウンスが流れた後、グリップのトリガーを引くことで「5連結ショット、発射！」のアナウンスとともに連結状態のトッキュウレッシャー型エネルギー弾を発射する。その威力はクライナーロボを一撃で破壊できるほどである。
ハイパー4連結クラッシュ
転車台側面の線路（4本）に初期メンバーの変身用トッキュウレッシャーをセットした状態で発射する。
第29駅で1号を除いた4人がハイパートッキュウ4号を中心に使用した。

### 個人技
トッキュウ5号・地獄のローリング
トッキュウ5号の技。
電光剣唐竹割り
トッキュウ5号の技。『スーパー戦隊最強バトル!!』で使用。
最強ガールになりきった状態で放つ必殺斬り。

### 合体技
連結パンチ
5人で体を両腕で連結してイマジネーションエネルギーを集めて放つパンチ。
なりきりけん玉ガール
第7駅で使用。けん玉の玉になりきった5号を4号がトンネルアックスで撃ち出す。
トカグラコンビネーション
第26駅で使用。2号に抱えられた5号が回転して投げられ敵に突撃する。

### 烈車
レインボーラインを走るトッキュウジャー専用の巨大車両。イマジネーションエネルギーを動力源とする。トッキュウレッシャーとも呼ばれる。
ライトたちの乗るトッキュウオー構成の戦闘用烈車は通常レッド、ブルー、イエロー、グリーン、ピンクの順に連結した状態で走行している。トッキュウチェンジャーで呼び出されたそれぞれの烈車は、コントロール権を一時的に委譲されたトッキュウジャー5人によって運転（操縦）され、トッキュウオーへの合体や戦闘を行う。状況に応じてサポート用烈車を召喚し、その力を借りることができる。また、それぞれの烈車は任意に連結して走行することも可能。空中であっても、線路を前方に出現させて走行することが可能。第8駅ではトッキュウオーに合体せず、バクダンシャドーの周囲をディーゼルレッシャーを含む6編成で取り囲んでの一斉射撃、終着駅ではハイパーレッシャー以外の13編成で連結しての特攻で勝利している。
サポート用烈車のうちディーゼルオーになる3編成は第9駅以降、ディーゼル・タンク・カーキャリアの順に連結した状態で登場している。
操縦席の台座は、戦闘用烈車で呼び出す烈車はそれぞれの先頭車両の形状を模したもの、サポート用烈車は共通の形状に烈車名のアルファベットが刻まれたものになっている。トッキュウオーおよび超トッキュウオー合体時は操縦席の台座ごと集合コクピットに移動する（ディーゼルオー合体時は集合せずそれぞれの場所で操縦する）。集合コクピット背面に設置されたLED式電光掲示板の字幕は状況に応じて変化する。
各烈車の車体側面には形式番号と思われるアルファベットと数字が表記されている。
シャドーラインの侵攻によってシールドとカーキャリア以外の多くのサポート用烈車がレインボーラインからはずれて行方不明となっており、それらを捜索することもトッキュウジャーの目的の一つとなっている。
第31駅では全烈車が清掃のために使えず、明の運転するバスによる振り替え輸送を行っている。
終着駅では、子供の姿に戻った初期メンバー5人に見送られながら、明、車掌、チケット、ワゴン、総裁とともに昴ケ浜を出発し、去っていく。
- トッキュウオーに合体する5台は、個性を持たせるため新幹線などに統一するのではなく複数種類が混在している[11]。初期に登場する烈車は現実的なモチーフが用いられているが、先に進むにつれ創作性の強いものとなっていった[11]。
- 烈車のミニチュアはOゲージスケールで制作されている[98][99]。周囲の建物などにはOゲージよりも小さいNゲージ用のミニチュアを用いることで烈車の巨大感を表現している[99]。レッドレッシャーのみ大型のモデルも造られており、他の烈車をこれに絡める時はロボットのスーツの一部を用いている[99]。特撮監督の佛田洋は、烈車の描写についてミニチュア特撮で撮影できたことで、メカの描写がフルCGであった『仮面ライダー電王』ではできなかったことをやりつくしたと述べている[100]。
- 各烈車の運転席のセットは1つのセットを飾り変えて撮影している[52]。

レッドレッシャー
1号が運転する蒸気機関車系トッキュウレッシャー。車体表記は「TQG R38-001」-「TQG R38-003」。トッキュウメタル強化合金製。3両編成。客車はトッキュウジャーの拠点を兼ねている。煙突からイマジネーションエネルギーを排出して周囲のものの想像力を高めることができる。
トッキュウオーの頭部と胴体の中央部を構成する。
ライト以外のメンバーでも運転できる。
- 東映プロデューサーの宇都宮孝明の要望により蒸気機関車がモチーフとなった。
- 大型のミニチュアモデルは自走できず、ピアノ線で引いて動かしている。また大型モデルにはスチームを噴くギミックが組み込まれている。
- 客車内のセットでは、色調や素材感など過去の新幹線のものを意識しているが、色合いが単調にならないよう座席の色にはオレンジが用いられている。また、撮影を容易にするため座席の数は実際の列車よりも少ない。客車内に設置されている電光掲示板は本物が用いられており、状況に応じて表示が変化する。

ブルーレッシャー
2号が運転する新幹線系トッキュウレッシャー。車体表記は「TQG B200-001」-「TQG B200-003」。トッキュウアルミニウム合金製、ダブルスキン構造。3両編成。
トッキュウオーの右足と胴体の右側を構成する。
イエローレッシャー
3号が運転する箱型列車系トッキュウレッシャー。車体表記は「TQG Y331-001」・「TQG Y331-002」。トッキュウステンレス合金製。2両編成。
トッキュウオーの右腕を構成する。
グリーンレッシャー
4号が運転する新幹線系トッキュウレッシャー。車体表記は「TQG G400-001」-「TQG G400-003」。トッキュウアルミニウム合金製、ダブルスキン構造。3両編成。
トッキュウオーの左足と胴体の左側を構成する。
ピンクレッシャー
5号が運転する箱型列車系トッキュウレッシャー。車体表記は「TQG P533-001」・「TQG P533-002」。トッキュウステンレス合金製。2両編成。女性専用車両かつ座席はロングシートでカグラ用の個室がある。
トッキュウオーの左腕を構成する。
ビルドレッシャー
第18駅から登場。レインボーラインからトッキュウ6号に譲渡された建機車両系トッキュウレッシャー。車体表記は「TQG BLD923-01」-「TQG BLD923-06」。トッキュウメタル強化合金製。前方車両3両・後方車両3両の計6両編成。通常は後方車両の上に前方車両を乗せた2階建て状態で運行している。ドリルレッシャーを乗せて走行することも可能。前方車両の1両目にはバケット、2両目にはパワークレーンが装備されている。
運転しにくかったため明によって運転席を改造（明いわく「調教」）され、天井から下がった複数の紐をそれぞれ引くことで運転や各装備の操作をする。
- 運転席の描写は、プロデューサーの宇都宮孝明から「からくり屋敷のように紐を引いて動かす」という案が出され、それに合わせて「明が改造した」という設定が加えられた。
- 後方車両のミニチュアは、ベルトを動かすギミックが組み込まれているため自走用の動力はなく、上下合体時はピアノ線で引いて動かしている。特撮監督の佛田洋による絵コンテでは、掘り出した土をベルトコンベアで運び出すという描写が存在したが、尺に収まらないため撮影されなかった。

ハイパーレッシャターミナル
第31駅から登場。レインボーラインの中枢となり、すべての烈車を収容できる大型のターミナル駅。駅としての機能のほかに、烈車の車両基地でもあり、こびりついた闇を洗い落とすための洗車場にもなる。内部には総裁が指揮する総合司令所があり、レストランなどの施設も存在する。シャドーラインのキャッスルターミナルに相当する重要施設であり、シャドーラインに占領されるとほとんどの駅が支配下に置かれるとされる。
ワゴンいわく「（この駅には）めったに停まらない」。
- 特撮監督の佛田洋が車両基地風の画面作りを要望したことからデザインされた。

ハイパーレッシャー
第32駅から登場。ハイパーレッシャターミナルが烈車変形する黄金かつ巨大な蒸気機関車系トッキュウレッシャー。ハイパートッキュウメタル強化合金製。1両編成。車体表記はなし。大型車両にトッキュウレッシャーと同型の小型車両が搭載された状態で1つの車両となっている。
本体となる大型車両は莫大なイマジネーションエネルギーを貯蔵しており、4門のビーム砲と6門のキャノン砲で武装している。
総裁が使用許可を出すことで召喚が可能となり、主にハイパートッキュウジャーが操縦する。
サポート用烈車
シールドレッシャー
第4駅から登場。サポート用の装甲列車系トッキュウレッシャー。トッキュウチタニウム合金製。1両編成。車体表記はなし。他の烈車と異なり、コクピットは存在しない。先端を上下に展開することでシグナルシールドになる。烈車武装では左腕に装備される。
カーキャリアレッシャー
第5駅から登場。サポート用の車運車系トッキュウレッシャー。車体表記は「TQG C10000-1」。トッキュウスチール強化合金製。2両編成。5色のダッシュカーを1台ずつ積載し、カタパルト式に射出させる。途切れた線路がある際にはランプウェイを立ち上げることで自身を線路の代理として機能させる。
ディーゼルオーの右脚を構成し、烈車武装では右腕に装備される。
ダッシュカー
カーキャリアレッシャーに積載されている自動車型のメカ。メンバーのカラーに合わせた5台が積載されている。線路が途切れるなどして烈車で移動ができない場所へ行く場合に使用するが、イマジネーションの力で動いているため目的地に着くと消滅する。
トッキュウオーカーキャリアでは弾丸としても使用する。
タンクレッシャー
第5駅から登場。サポート用のタンク車系トッキュウレッシャー。車体表記は「TQG T9800-1」。トッキュウスチール強化合金製。2両編成。他の烈車にエネルギーを供給できる（走行中も可能）。二重構造の強固な外壁を持つ。
ディーゼルオーの左脚を構成し、烈車武装では両腕に装備される。
ディーゼルレッシャー
第7駅から登場。最古参のサポート用の内燃機関車系トッキュウレッシャー。車体表記は「TQG DH65-001」 - 「TQG DH65-003」。ライトからは「じいちゃん」と呼ばれている。トッキュウスチール強化合金製。3両編成。内燃機関と先頭車両のV型エンジンによる高出力によって強力な牽引力を誇る。凍結防止用加熱装置を搭載しており、いかなる環境下でも走行が可能。自動追尾式のディーゼルミサイルで武装している。後部車両の外観は貨車のようなデザインになっているが、車内はレッドレッシャーなどと同じく客室になっている。博物館に長年放置されていたために朽ち果てる寸前だったが、ライトの尽力により再起動に成功した。戦闘が終わると博物館の展示場所に戻っていく。
レッドレッシャーのメンテナンス時などにはレッドレッシャーの代わりにトッキュウジャーの移動手段となる。
ディーゼルオーの上半身を構成する。
- 車内のセットはレッドレッシャーのセットの壁面を付け替えたものである。

ファイヤーレッシャー
第13駅から登場。サポート用の消防車両系トッキュウレッシャー。車体表記は「TQG F119-001」・「TQG F119-002」。トッキュウスチール強化合金製。2両編成。後部車両上部にあるファイヤーラダーによる強力な消火能力を持つ。通常は巨大な消火器型のオブジェになって待機している。安全ピンを抜くと、出入り口が開いて車内に乗り込める。
ライトはチケットに訂正されるまで「消火器レッシャー」と呼んでいた。
烈車武装では両腕に装備される。
ポリスレッシャー
第14駅から登場。サポート用のパトロール車両系トッキュウレッシャー。車体表記は「TQG P110-001」・「TQG P110-002」。トッキュウスチール強化合金製。2両編成。高速での追跡能力を持つ。先頭車両上部のポリスガンによる攻撃も可能。通常はきらり台警察署の地下で待機している。
烈車武装では両腕に装備される。
ドリルレッシャー
第18駅から登場。トッキュウ6号が所有するサポート用の地底車両系烈車。シャドースチール強化合金製。1両編成。車体表記はなし。
元はシャドーラインでザラムが使っていたドリルクライナーだったが、ザラムとともにレインボーラインに移ったことでドリルレッシャーとなった。その経緯もありシャドーラインに突入できるというメリットがある一方で、クライナーロボの腕に装着されて利用されることもある。
第29駅でトッキュウジャーと手を組むふりをしたシュバルツ将軍にトッキュウレッシャーごと強奪されたが、第35駅で明がシュバルツ将軍と「ドリルレッシャーを返還する代わり、時が来れば軍門に降る」という交渉をしたことで返還された。
烈車武装では左腕に装備される。
スペック
数値は特記のない限りテレビ朝日公式サイトに基づく。
| 名称                          | 全高             | 全幅             | 全長                           | 重量               | スピード           | 出力                  |
| ----------------------------- | ---------------- | ---------------- | ------------------------------ | ------------------ | ------------------ | --------------------- |
| レッドレッシャー              | 5.9 m[96][102]   | 4.8 m[96][102]   | 50.6 m（連結部除く）[96][102]  | 380 t[96][102]     | 680 km/h[96][102]  | 340万馬力[96][102]    |
| ブルーレッシャー              | 8.0 m[96][102]   | 4.8 m[96][102]   | 49.6 m（連結部除く）[96][102]  | 350 t[96][102]     | 780 km/h[96][102]  | 300万馬力[96][102]    |
| イエローレッシャー            | 7.5 m[96][102]   | 4.8 m[96][102]   | 26.7 m（連結部除く）[96][102]  | 210 t[96][102]     | 600 km/h[96][102]  | 180万馬力[96][102]    |
| グリーンレッシャー            | 8.0 m[96][102]   | 4.8 m[96][102]   | 49.6 m（連結部除く）[96][102]  | 350 t[96][102]     | 780 km/h[96][102]  | 300万馬力[96][102]    |
| ピンクレッシャー              | 7.5 m[96][102]   | 4.8 m[96][102]   | 26.7 m（連結部除く）[96][102]  | 210 t[96][102]     | 600 km/h[96][102]  | 180万馬力[96][102]    |
| レッド-ピンク連結時           |                  |                  | 205.0 m[96]                    |                    |                    |                       |
| シールドレッシャー            | 5.8 m[107][102]  | 5.0 m[107][102]  | 18.4 m（連結部除く）[107][102] | 140 t[107][102]    | 400 km/h[107][102] | 120万馬力[107][102]   |
| カーキャリアレッシャー        | 7.1 m[105][102]  | 5.6 m[105][102]  | 28.7 m（連結部除く）[105][102] | 260 t[105][102]    | 500 km/h[105][102] | 230万馬力[105][102]   |
| タンクレッシャー              | 6.0 m[105][102]  | 5.3 m[105][102]  | 28.4 m（連結部除く）[105][102] | 230 t[105][102]    | 550 km/h[105][102] | 200万馬力[105][102]   |
| ディーゼルレッシャー          | 7.9 m[105][102]  | 6.8 m[105][102]  | 89.4 m（連結部除く）[105][102] | 960 t[105][102]    | 650 km/h[105][102] | 830万馬力[105][102]   |
| ファイヤーレッシャー          | 9.2 m[106][102]  | 5.1 m[106][102]  | 29.1 m（連結部除く）[106][102] | 280 t[106][102]    | 650 km/h[106][102] | 240万馬力[106][102]   |
| ポリスレッシャー              | 8.6 m[106][102]  | 4.8 m[106][102]  | 27.2 m（連結部除く）[106][102] | 250 t[106][102]    | 800 km/h[106][102] | 220万馬力[106][102]   |
| ドリルレッシャー              | 6.5 m[107][102]  | 4.7 m[107][102]  | 19.0 m（連結部除く）[107][102] | 140 t[107][102]    | 400 km/h[107][102] | 130万馬力[107][102]   |
| ビルドレッシャー （合体時）   | 21.4 m[105][102] | 7.2 m[105][102]  | 85.7 m（連結部除く）[105][102] | 1,800 t[105][102]  | 600 km/h[105][102] | 1,500万馬力[105][102] |
| ビルドレッシャー （前方車両） | 13.5 m[105][102] | 6.5 m[105][102]  | 62.5 m（連結部除く）[105][102] | 700 t[105][102]    | 630 km/h[105][102] | 600万馬力[105][102]   |
| ビルドレッシャー （後方車両） | 8.7 m[105][102]  | 7.2 m[105][102]  | 85.7 m（連結部除く）[105][102] | 1,100 t[105][102]  | 580 km/h[105][102] | 900万馬力[105][102]   |
| ハイパーレッシャー            | 26.8 m[106][102] | 44.7 m[106][102] | 52.4 m[106][102]               | 10,050 t[106][102] | 900 km/h[106][102] | 8,700万馬力[106][102] |
| ハイパーレッシャターミナル    | 25.3 m[106][102] | 44.7 m[106][102] | 98.2 m[106][102]               | 10,050 t[106][102] | 900 km/h[106][102] | 8,700万馬力[106][102] |

### 烈車ロボ

#### トッキュウオー
始発駅から登場。5編成の戦闘用烈車（レッド、ブルー、イエロー、グリーン、ピンクレッシャー）が烈車合体した巨大烈車ロボ。
操縦は5人のイマジネーションによって思い通りとなる。電光案内板がコックピットにある。
武器は銃にも変形するフミキリケンで、トッキュウオーパンチやトッキュウオーキックを得意技とする。また、非常ボタンを押すことで一時的な合体解除も可能。
必殺技はレール上を走行し、すれ違い様に敵を斬り裂くフミキリケン烈車スラッシュと、銃形態のフミキリケンからエネルギー弾を連続発射するフミキリトッキュウショット。
第22駅ではシュバルツが乗っ取り、トッキュウジャーたちを翻弄した。劇場版『ギャラクシーラインSOS』ではイマジネーションエネルギーが切れたうえに1号がサファリガオーに乗り移ったため、6号がレッドレッシャーの操縦席に座ってイマジネーションエネルギーを回復させた。
第3駅では、レッドレッシャー部分を変形させてチェーンシャドーの棺桶から脱出した。
- デザイン段階から走行しながら合体することが意識されており、初期から超超トッキュウダイオーまでの追加合体も想定されていた[11]。腕のデザインは、四角い方が拳に見えるという観点から、在来線型の2台が腕となった[11]。

トッキュウオー（シグナルシールド武装）
トッキュウオーがシールドレッシャーを烈車武装したシールド系烈車ロボ。ピンクレッシャーの先頭車両と交換したシールドレッシャーの先端を上下に開きシグナルシールドにすることで完成する。シグナルシールドで攻撃を無力化し、シールド面にある5色の色灯からはシグナルシールドビームを発射する。
トッキュウオーカーキャリア
第5駅・第7駅に登場。トッキュウオーがカーキャリアレッシャーを烈車武装したカーキャリア系烈車ロボ。イエローレッシャーの先頭車両をカーキャリアレッシャーと交換することで完成する。
カーキャリアレッシャーのリーチを活かした中距離戦を主とする形態。必殺技はカーキャリアレッシャーが展開したランプウェイからエネルギーの防御幕で覆われたダッシュカーを発射するカーキャリアダッシュ。また、カグラのイマジネーションによりダッシュカーに手裏剣のような刃を付けて刃を回転させながら飛ばすイマジネーションカー手裏剣も使用した。
- 玩具では発射できるダッシュカーは2台だけであったが、映像では特撮監督の佛田洋の提案により5台発射している。片腕だけが長いため、佛田は使いづらい形態であったことを述べている。

トッキュウオータンク
第6駅に登場。トッキュウオーがタンクレッシャーを烈車武装したタンク系烈車ロボ。分割したタンクレッシャーの先頭車両をイエローレッシャーの先頭車両と、後部車両をピンクレッシャーの先頭車両と交換することで完成する。
ボクシングのようなパンチ攻撃を主とする。必殺技はエネルギーを漲らせたナックルパートで強力なアッパーカットで相手を打ち上げるタンクアッパー。
トッキュウオーカーキャリアタンク
「春休み合体スペシャル」および第39駅に登場。トッキュウオーがカーキャリア、タンクレッシャーを烈車武装したカーキャリア・タンク系烈車ロボ。トッキュウオーカーキャリア同様イエローレッシャーの先頭車両をカーキャリアレッシャー、ピンクレッシャーの先頭車両をタンクレッシャーの先頭車両と交換することで完成する。
必殺技はカーキャリアダッシュの要領でダッシュカーの代わりにタンクレッシャーの先頭車両を発射するカーキャリアタンクシュート。
トッキュウオーポリス
第14駅から登場。トッキュウオーがポリスレッシャーを烈車武装したポリス系烈車ロボ。分割したポリスレッシャーの先頭車両をイエローレッシャーの先頭車両と、後部車両をピンクレッシャーの先頭車両と交換することで完成する。
必殺技はポリスワッパーで拘束した相手を右腕のポリスガンで狙い撃つポリススマッシュ。
トッキュウオーポリス&シールド
第41駅に登場。トッキュウオーがポリスレッシャーとシールドレッシャーを烈車武装したポリス・シールド系烈車ロボ。トッキュウオーポリス同様分割したポリスレッシャーの先頭車両をイエローレッシャーの先頭車両と、ピンクレッシャーの先頭車両をシールドレッシャーと交換することで完成する。
必殺技はトッキュウオーポリスと同じポリススマッシュ。
トッキュウオードリル
第18駅に登場。トッキュウオーがドリルレッシャーを烈車武装したドリル系烈車ロボ。ドリルレッシャーをピンクレッシャーの先頭車両と交換することで完成する。
必殺技はドリルを高速回転させて竜巻を起こし、吹き飛ばした敵を刺し貫くドリルトルネード。
トッキュウオービルド
第25駅に登場。トッキュウオータンクになり損ねたトッキュウオーが代わりにビルドレッシャー（ビルドダイオーの両腕）を烈車武装したビルド系烈車ロボ。ビルドダイオーから分離した両腕をイエローレッシャーおよびピンクレッシャーの先頭車両と交換することで完成する。
必殺技は右手のバケットを展開して殴りつけるトッキュウオーバケットブレイク。

#### ディーゼルオー
第9駅から登場。サポート用烈車3編成（ディーゼル、カーキャリア、タンクレッシャー）が烈車合体した巨大烈車ロボ。
トッキュウオーとは異なり、それぞれの烈車のコクピットに乗り、イマジネーションをリンクさせている。巨大タービンとピストン4基でイマジネーションエネルギーを増幅させている。
武器は持たず持ち前のパワーを活かした肉弾戦を得意とし、右腕で地面を殴りつけて衝撃波を飛ばすディーゼルオーインパクトが得意技。右腕先端（ディーゼルレッシャー先頭車両部分）からビームを放つアームビームも武器とする。
第26駅では、銭湯を移転させるためにビルドレッシャーを使用していたため、6号が操縦した。
必殺技は上空へ跳躍し、高速できりもみ回転しながらドロップキックを放つディーゼルオースピンキック。
- 特撮監督の佛田洋がバンダイの関係者から聞いた情報では、玩具発売時に玩具売場で「じいちゃん烈車」と呼ぶ子供が多くおり、人気であったという[100]。

ディーゼルオーファイヤー
第13駅から登場。ディーゼルオーがファイヤーレッシャーを烈車武装したファイヤー系烈車ロボ。分割したファイヤーレッシャーの後部車両をディーゼルレッシャーの先頭車両と交換し、消火器型に変形した先頭車両が左腕の先に合体することで完成する。
必殺技は右腕のファイヤーラダーから強力な火炎を放射するファイヤースプラッシュ。戦闘後の残り火は左腕のショウカアームで消火する。
- 当初の設定では放水と消火剤という組み合わせであったが、両方とも消火では絵にならないという佛田の意見により、片方は火を放つという設定になった。

ディーゼルオーポリス
第22駅に登場。ディーゼルオーがポリスレッシャーを烈車武装したポリス系烈車ロボ。分割したポリスレッシャーの先頭車両をディーゼルレッシャーの先頭車両と交換することで完成する。トッキュウオーポリスとは異なり、後部車両は左腕に合体しない。
必殺技はトッキュウオーポリスと同様、敵を右腕のポリスガンで狙い撃つポリススマッシュ。
ディーゼルオーポリスファイヤー
第21駅に登場。ディーゼルオーがポリス、ファイヤーレッシャーを烈車武装したポリス・ファイヤー系烈車ロボ。ディーゼルオーポリス同様分割したポリスレッシャーの先頭車両をディーゼルレッシャーの先頭車両と交換し、ディーゼルオーファイヤー同様消火器型に変形したファイヤーレッシャーの先頭車両が左腕の先に合体することで完成する。
左腕のショウカアームからはファイヤー消泡剤を発射する。
必殺技は他のポリス系烈車ロボ同様、敵を右腕のポリスガンで狙い撃つポリススマッシュ。

超トッキュウオー（）
第12駅から登場。トッキュウオーとディーゼルオーが超烈車合体した超巨大烈車ロボ。
パワーとスピードを兼ね備えた高い戦闘力を誇る。両肩に烈車砲を装備しており、そこから超トッキュウキャノンを放つ。フミキリケンも引き続き用いる。
必殺技は合体した全ての烈車型の光弾を一斉に放つ超トッキュウオーフルバーストフィニッシュ。
ライトのイマジネーションが編み出した想定外の合体のため、かなりの戦闘力を誇る反面各烈車に強い負荷がかかり、長時間の戦闘には耐えられない致命的な弱点がある。チケットからは「いざという時にだけ使った方が無難」と忠告されている。
- 剣を主体としたトッキュウオーに対し、砲塔が目立つようデザインされた。特撮監督の佛田洋は、スーツが動かしづらく、また砲塔で顔が見えないなど撮影で苦労した旨を語っているが、一方でシンプルなトッキュウオーよりもロボットらしくなったと述べている。

超トッキュウオーファイヤー
第26駅に登場。超トッキュウオーがファイヤーレッシャーを烈車武装したファイヤー系超巨大烈車ロボ。分割したファイヤーレッシャーの後部車両をイエローレッシャーの先頭車両と交換し、消火器型に変形した先頭車両が左腕の先に合体することで完成する。
必殺技は右腕のファイヤーラダーから熱湯を放射する超熱湯スプラッシュ。なお、第26駅で合体した際はピンクレッシャーの先頭車両と消火器型に変形したファイヤーレッシャーの先頭車両を交換するように描写されている。
超トッキュウオーポリス
第39駅に登場。超トッキュウオーがポリスレッシャーを烈車武装したポリス系超巨大烈車ロボ。分割したポリスレッシャーの先頭車両をイエローレッシャーの先頭車両と、後部車両をピンクレッシャーの先頭車両と交換する。
必殺技は両肩の超トッキュウキャノンと右腕のポリスガンを同時に発射する超トッキュウオーポリスキャノン。
超トッキュウオーポリスファイヤー
第32駅に登場。超トッキュウオーがポリス、ファイヤーレッシャーを烈車武装したポリス・ファイヤー系烈車ロボ。超トッキュウオーポリス同様分割したポリスレッシャーの先頭車両をイエローレッシャーの先頭車両と交換し、超トッキュウオーファイヤー同様消火器型に変形したファイヤーレッシャーの先頭車両が左腕の先に合体することで完成する。
ポリスガンとショウカアームの同時攻撃を放つが、テーブルシャドーのテーブル型の盾に封じられた。
超トッキュウオーファイヤーポリス
第41駅に登場。超トッキュウオーがファイヤー、ポリスレッシャーを烈車武装したファイヤー・ポリス系烈車ロボ。超トッキュウオーファイヤー同様ファイヤーレッシャーの後部車両をイエローレッシャーの先頭車両と交換し、ポリスレッシャーの先頭車両をピンクレッシャーの先頭車両と交換することで完成する。
必殺技は右腕のファイヤーラダーと左腕のポリスガンで敵を狙い撃つファイヤースマッシュ。

#### ビルドダイオー
第19駅から登場。ビルドレッシャー6両が単独で烈車合体した巨大烈車ロボ。劇中では2階建て形態のまま変形することが多い。接近戦を得意とし、右腕のバケットを展開して攻撃する。
武器は両肩のショルダービーム。必殺技は右腕の巨大なショベルを展開し敵を粉砕するビルドダイオーバケットブレイク。第44駅では、空中からハイパーフライングローリングバケットブレイクという技を披露し、城の番人ポーンを倒した。
初陣では初期メンバーも乗り込み、6号の指示の下、操作をサポートした。
- 横に合体するトッキュウオーに対し、縦に合体するというコンセプトでデザインされた[11]。

ビルドダイオードリル
第19駅から登場。ビルドダイオーがドリルレッシャーを烈車武装したドリル系烈車ロボ。ドリルレッシャーをビルドダイオーの左腕（前方車両の3両目）と交換することで完成する。
必殺技は右腕のショベルと左腕のドリルの連続攻撃を放つビルドダイオーショベルドリルダブルクラッシュ。
ビルドダイオータンク
第25駅に登場。ビルドダイオーがタンクレッシャーを烈車武装したタンク系烈車ロボ。ビルドダイオーの両腕を分割したタンクレッシャーと交換することで完成する。
トッキュウオーがトッキュウオータンクに烈車武装しようとした際に、ビルドダイオーが前に出て強引にタンクレッシャーを装着したことで誕生した。
ビルドダイオー（シグナルシールド装備）
第32駅に登場。ビルドダイオーがシールドレッシャーを烈車武装したシールド系烈車ロボ。ビルドダイオーの左腕と交換したシールドレッシャーの先端を上下に開きシグナルシールドにすることで完成する。
シグナルシールドビームを発射するがテーブルシャドーには通用しなかった。
ビルドダイオーポリス&シールド
第46駅に登場。ビルドダイオーがポリス、シールドレッシャーを烈車武装したポリス・シールド系烈車ロボ。ビルドダイオーシールドの右腕にポリスガンを装備することで完成する。
ポリスガンとシグナルシールドビームを同時に放つ。
ビルドダイオーファイヤー&シールド
第46駅に登場。ビルドダイオーがファイヤー、シールドレッシャーを烈車武装したファイヤー・ポリス系烈車ロボ。ビルドダイオーシールドの右腕にファイヤーラダーを装備することで完成する。
火炎放射やビームの一斉発射を用いる。

超超トッキュウダイオー（）
第23駅から登場。超トッキュウオーとビルドダイオーが超超烈車合体した超超巨大烈車ロボ。両足のクローラーレールで走行する。
初合体直後にチケットが「超超トッキュウオー」と名付けたが、6号の異議により急遽「超超トッキュウダイオー」に訂正された。また、この形態の時は6号も操縦席と一緒にトッキュウオーの集合コクピットに移動する。
フミキリケンとビルドダイオーのパーツを合体させたショベルクラッシャーを武器とするほか、胸からは超超トッキュウスーパーキャノンを放つ。
必殺技はショベルクラッシャーで超超トッキュウダイオーに合体した3編成の烈車型の斬撃を放つ超超トッキュウダイオーイマジネーションエクスプレス。
- スーツは動かしづらいため、映像では合体シーンを盛り上げることに注力している。

#### ハイパーレッシャテイオー
第32駅から登場。ハイパーレッシャーが単独でハイパー烈車変形した巨大烈車ロボ。起き上がった大型車両に、分離した小型車両が頭部として合体する。
基本的にハイパートッキュウジャーが操縦する。
他の烈車ロボとは異なり、烈車武装は行わない。
装甲はイマジネーションエネルギーを纏っており、闇の力を無力化する。指先のハンドランチャーからビーム弾を発射するほか、第34駅で2号が操縦した際はエネルギーを纏った右手からトカッチパンチを繰り出した。
必殺技は指先と胸からビームを一斉発射するハイパーレッシャテイオージャイアントフラッシュ。
- 特撮監督の佛田洋は、本作品のロボットのスーツで最も動かしづらく苦労した旨を語っている[100]。

トッキュウレインボー
第35駅から登場。超超トッキュウダイオーとハイパーレッシャテイオーおよびサポート用烈車4編成（シールド、ファイヤー、ポリス、ドリルレッシャー）がハイパー烈車合体した特別合体モード巨大烈車ロボ。操縦はトッキュウジャー6人がハイパーレッシャー側のコクピットで行うが、操縦席はトッキュウオー構成の5編成、およびビルドレッシャーのものとなる。
ハイパーレッシャターミナルが13編成全ての烈車の先頭車両を搭載（合体）した状態で直立し、頭部にハイパーレッシャーの小型車両が合体することで合体完了となる。
武器は足元に装備されたレインボービームキャノンを腕に装着して使用する。また、レインボービームキャノンの砲身部分を刃に変化させレインボーブレードとしても使用する。
必殺技は両腕のレインボーブレードで敵を切り裂くトッキュウレインボーファイナルスラッシュ。
- 頭部のモチーフは動輪。
- 特撮監督の佛田洋の意向により、スーツはデザイン画とはバランスを変えている。

#### スペック
数値は特記のない限りテレビ朝日公式サイトに基づく。
| 名称                             | 全高   | 全幅   | 胸厚   | 重量     | スピード   | 出力         |
| -------------------------------- | ------ | ------ | ------ | -------- | ---------- | ------------ |
| トッキュウオー                   | 47.5 m | 25.5 m | 21.3 m | 1,500 t  | 650 km/h   | 1,300万馬力  |
| トッキュウオーカーキャリア       | 47.5 m | 25.5 m | 21.3 m | 1,660 t  | 600 km/h   | 1,450万馬力  |
| トッキュウオータンク             | 47.5 m | 25.5 m | 21.3 m | 1,530 t  | 660 km/h   | 1,340万馬力  |
| トッキュウオーカーキャリアタンク | 47.5 m | 25.5 m | 21.3 m | 1,660 t  | 600 km/h   | 1,450万馬力  |
| トッキュウオーポリス             | 47.5 m | 25.5 m | 21.3 m | 1,550 t  | 680 km/h   | 1,360万馬力  |
| トッキュウオードリル             | 47.5 m | 25.5 m | 21.3 m | 1,540 t  | 640 km/h   | 1,350万馬力  |
| ディーゼルオー                   | 48.4 m | 32.3 m | 7.9 m  | 1,450 t  | 580 km/h   | 1,260万馬力  |
| ディーゼルオーファイヤー         | 48.4 m | 32.3 m | 7.9 m  | 1,590 t  | 580 km/h   | 1,360万馬力  |
| 超トッキュウオー                 | 63.2 m | 36.7 m | 21.3 m | 2,950 t  | 700 km/h   | 2,560万馬力  |
| ビルドダイオー                   | 48.4 m | 27.6 m | 6.5 m  | 1,800 t  | 600 km/h   | 1,500万馬力  |
| ビルドダイオードリル             | 48.4 m | 27.6 m | 6.5 m  | 1,790 t  | 600 km/h   | 1,540万馬力  |
| 超超トッキュウダイオー           | 69.5 m | 36.7 m | 23.0 m | 4,750 t  | 800 km/h   | 4,060万馬力  |
| ハイパーレッシャテイオー         | 57.0 m | 36.2 m | 27.0 m | 10,050 t | 900 km/h   | 8,700万馬力  |
| トッキュウレインボー             | 88.0 m | 42.0 m | 26.0 m | 11,700 t | 1,000 km/h | 10,200万馬力 |

## シャドーライン
ターミナル駅を兼ねる巨城キャッスルターミナルを拠点として影に潜む悪の帝国。「シャドーライン」とは彼らが拡張させようとする闇の路線も意味する。
新しい闇駅を設けたり、既存のレインボーラインのステーション（駅）を乗っ取り駅名を変えたりすることで周辺の町を支配し、シャドー怪人により人々の負の感情を集めて町一帯を闇に染めることで勢力を拡大している。支配下に置かれて闇に染まった町の住人は闇の感情に支配され、「死んだも同然」な亡者になるとされる。また、闇が十分に満ちた町はシャドータウンとして完全にシャドーラインの支配下に落ち「消えたも同然」となるため、地図はもちろん人々の記憶にも残らなくなる。
最終的には闇の路線を拡大させ、地上を制圧し闇の支配する自分たちの住みやすい世界を創り出そうと目論んでいるが、各幹部それぞれの思惑は異なり、しばしば対立している。それぞれ単独でトッキュウジャーを一蹴するほど戦闘力は非常に高い。
トッキュウジャーに関する情報は組織全体には浸透しておらず、乗り換えチェンジや変身前を知らないシャドー怪人も存在する。
グリッタを除く幹部は各国におけるとある「色の名前」がその名の由来。メインライターの小林靖子は、シャドーライン側のドラマ描写も行うことから幹部は巨大化しないと設定しており、代わりとして専用のクライナーロボもしくは超クライナーロボを操縦することで巨大戦を行う。
『烈車戦隊トッキュウジャーVSキョウリュウジャー THE MOVIE』ではキョウリュウジャーの技や武器はシャドー怪人には通用しないが、レッシャーの力を使えば通用する。一方で、同映画内や『手裏剣戦隊ニンニンジャーVSトッキュウジャー』で手裏剣戦隊ニンニンジャーの技や武器は通用している。
- デザインは貴族をコンセプトとし、子供であるトッキュウジャーとの対比として「過去に縛られるもの」の象徴であるアンティークを全体的なテーマとしている[70][73]。デザインを担当した篠原保は、幹部のメンバー構成・シャドー怪人の目の意匠・クライナーロボの変形方法など『五星戦隊ダイレンジャー』を意識した[70][73]。

ゼット
第11駅から登場。闇の皇帝。一人称は「俺」、二人称は「てめえ」。当初は深い闇の中にいたが、ネロ男爵の策謀により皇帝専用路線が敷かれたことで姿を現す。
怪人然とした姿の構成員が多い中で、人間の青年と変らぬ姿を持つ異質な存在。皇帝らしからぬ軽々しい振る舞いが多く、勢力拡大には無頓着な素振りを見せる。しかし、闇のオーラで相手を威圧したり、ハイパーレッシャターミナル全体を覆うほどの闇を放出するなど、その心には底知れぬ闇が秘められている。怪人態への変身能力を得てからは闇の斬撃を放つ剣を使うようになる。
ずっと闇の中で暮らしてきたが、昴ヶ浜を闇で呑み込んだ時に、闇の中で星祭の灯籠を見たことをきっかけにキラキラ（したもの）に執着するようになる。 そのため、瞳の奥にキラキラしたものを持っているグリッタを気に入っており、トッキュウ6号に変身した明（ザラム）についても一目置いている。それゆえに闇を嫌うような発言も少なくないが、自分の本質が闇であることを自覚しているような一面もある。実は彼が闇の中で見た光の正体はライトであり、彼の強烈なイマジネーションに惹かれたのが、キラキラに執心するようになったきっかけであった。そしてゼットの闇に汚染されたライトと、キラキラに執着する自身が共鳴するようになり、互いに相容れないものを抱えるようになった。童謡「きらきら星」を口ずさんでいることが多い。
第22駅でグリッタと結婚式を挙げた際にグリッタに飲み込まれたが、彼女をキラキラごと吸収し、同時に怪人態に変身する能力を得て復活した。ただし、完全には吸収できておらず、鏡にグリッタの姿が映る描写が時折見られた。加えてモルク侯爵によれば、このためにあり余る闇を自由にする力も十分に発揮できなくなったという。ゼット自身もこのことに苛立ちを募らせている。
第39駅のヤミベリの時（クリスマス）には、ノア夫人が闇を集めるのを怠ったこともあって闇の力が弱まり、一時、グリッタが表に出てくるほどにまで弱体化する。その後、第41駅でのトッキュウジャー・シャドーライン・シュバルツたちの三つ巴の乱戦の最中、シュバルツとノア夫人によってグリッタが分離し、その直後にノア夫人を倒す。その後、完全体ゼット・真に進化し、シュバルツを圧倒し、倒した。第40駅と第41駅では明（ザラム）から奪ったアプリチェンジャーを使いトッキュウ6号にトッキュウチェンジし、ザラムを圧倒した。また、ハイパートッキュウ1号とは互角の戦いを繰り広げた。
第44駅で、ライトが闇に汚染されながらも残った輝きからキラキラの正体を確信するが、直後に黒いトッキュウ1号になったライトの姿を見て自分が闇でしかないことを悟り、第45駅でキャッスルターミナルを移動させていたグリッタを始末したのち、ついにキラキラを潰すために地上への侵攻を決意する。
第46駅では、闇に染まったトッキュウ1号を圧倒し蹴散らした後、自身から溢れ出る莫大な闇の力でキャッスルターミナルを自らの分身体でもある「闇の巨獣」へと変貌させ世界を闇に呑み込まんとし、一時はレインボーラインさえも闇に呑み込むことに成功する。しかし合流したトッキュウジャーたちのイマジネーションによって闇を突破され、分身体である闇の巨獣も再起動したハイパーレッシャー以外の烈車の突撃で破壊されて闇の力が弱まる。ライトたちトッキュウジャーの最終決戦でもイマジネーションを取り戻したライトと互角の戦いを繰り広げるが、6人の力を合わせたレンケツバズーカによるユウドウレインボーラッシュの一撃を受けて重傷を負い、モルク侯爵とネロ男爵からその命を捧げて生み出した闇を吸収する。
最後は執念でトッキュウ1号を仕留めようとするも、6人のイマジネーションを受けて変身した虹のトッキュウ1号の猛攻と至近距離からのハイパー5連結クラッシュで致命傷を負い、ついに敗北。明と同じく空に輝く虹に「キラキラ」を見出しながら闇となって霧散し、その闇はグリッタ嬢の乗るクライナーで回収され、クライナーの操縦席でその闇がゼットの形になりながら、闇の底に消えた。
- メインライターの小林は、最初にライトと街で出会うシーンが存在したことから人間の姿になったと証言している。
- 白を基調とした衣裳は、シャドーラインの中で違和感を出すことが意図されている。

ゼット怪人態
第23駅でグリッタを吸収し、変貌した姿。銀色の髪に黒い肌となり、腹部にシャドーラインの紋章にも似た目玉のようなものがある。人間時に着ていたものに銀色の装飾が施された白い服を身に纏っており、手には腹部と同じ目玉の意匠が描かれた剣皇帝系キラーソードを闇装備とする。
闇のオーラを全方位に放ったり、剣から闇の斬撃を放つ攻撃を主とする。また、腹部から肋骨のようなものを出し、相手を取り込むことができる。
- デザインは人間のネガ像をイメージして銀の髪に黒い肌となっている。コートには怪物化することを想定して装飾はドラゴンの意匠が盛り込まれている。周りとのバランスから着衣しているが、傍若無人で衣服には無頓着なため、ぞんざいにコートを着ている。腹部の眼は、全シャドー怪人の眼の集約と、全知全能感の表現を意図している。

闇の皇帝ゼット・真
第41駅で、ノア夫人とシュバルツによってグリッタを解放されたゼットが、直後に変貌した真の姿。服はなくなり、全身が顔と同じ銀色の装甲のようなもので覆われ、腹部の目玉はシャッターで閉じられ、背中から突き上げるような角状の突起と獣の顔に似た翼を持つ。これに合わせて人間体の時の衣装は、怪人態の時に着ていた服に紫のマントが付いたものに変化したが、終着駅でトッキュウジャーに敗北した際には元の服装に戻った。闇形式はゼッイ83-11。
モルク侯爵はこの姿を「深く美しい闇そのものの姿」と評し、トッキュウジャーのメンバーがその姿に恐怖の表情を露わにしたほど底知れない闇を持つ。
変貌直後、シュバルツを滅多切りにして倒したが、この時はあふれ出る闇を御し切ることができず、誰もかれもが自分に闇ばかり見せることへの不満をぶつけながらモルクとネロにも斬りかかった。
- デザイン上は、衣服が装飾部分を含めて鎧となったという想定で描かれた。シャッターで腹部の眼を閉ざすことで、何も知る必要がない全智となる意志を象徴している。

ネロ男爵
闇の皇帝に仕える一人。一人称は「ワシ」。二人称は「お前」、「貴様」。闇形式はネイ860-1。シャドーラインの勢力拡大と闇の生成に努める。貴族らしく優美さを重んじており、武骨なシュバルツ将軍を見下している。多くの部下を使って路線拡大を目指すが、ノア夫人からはその姿勢を「闇は量ではなく質」と皮肉られるなど犬猿の仲であり、ゼットが登場してグリッタに執心するようになって以降はさらに対立を深めている。「自分たちは闇あってこその存在」という考えから、「キラキラしたもの」に執拗にこだわるゼットを憂えている。しかしゼットへの忠誠心は強く、グリッタがゼットを飲み込み女帝として即位した際は、真っ向から反発していた。ゼットの復帰後はグリッタがゼットに吸収された時のことから、「光を食らって支配する」という考えに至り、キラキラを求めるゼットの姿勢を受け入れる。ただ、その後も基本的な考えは変わらず、モルク侯爵とともにキラキラを求めるゼットを案じ続けており、それだけにゼットがキラキラを潰すべく地上への侵攻を宣言した際は、喜びを露わにしている。
先端から銃撃も可能な銃器系ステッキを使った剣術で戦い、頭に被ったブーメラン系トップハットはブーメランとして飛ばす他に、闇のエネルギーを発射するビーム砲にもなる。このため、ゼット以外で帽子を被っているシャドーライン幹部の中で、唯一頭部を見せている。また、得意技として、マックラツイストと呼ばれるオリジナルホールド（コブラツイスト）を持つ。戦闘力は高く、初戦の第11駅では2号と3号を圧倒し、追い詰められた5人を変身解除している。その後もしばしばトッキュウジャーと対戦している。
最終決戦では、トッキュウジャーに追い詰められたゼットを支えるため、モルク侯爵とともに自らの意志で肉体を闇に変えることを決意。彼らの忠誠心からの献身をゼットは「キラキラ」と指摘したうえで悪態を付いていたが彼らの忠義を受け入れており、そのまま闇となってゼットに吸収され消滅する。
『烈車戦隊トッキュウジャーVSキョウリュウジャー THE MOVIE』や『行って帰ってきた烈車戦隊トッキュウジャー 夢の超トッキュウ7号』では、名乗りのシーンがあり、キャッチフレーズは「漆黒の男爵」。
- 名前の由来はイタリア語で「黒」を意味する「nero（ネロ）」。
- 顔はペスト医師のマスクがモチーフである。帽子は元々武器としては設定されておらず、取り外せる構造になっていたことからアクション監督の福沢博文が飛ばしたりビームを放つことを考案した。シルクハットというありふれたイメージを真正面から受け止めている。

ノア夫人
闇の皇帝に仕える一人。一人称は「わたくし」もしくは「あたくし」。二人称は「あなた」、「お前」、「そなた」。闇形式はノイ240-1。高慢でヒステリックな性格。しかし娘のグリッタには甘く、娘を闇の皇帝の妃にして、強大な権力を握ろうと画策する。身分の上下に関係なく相手には敬語を使うが、皮肉や嫌味を含んだ発言も多い。
外出時に携える日傘銃器系パラソルは、剣や盾として用いる他に、破壊光線を発射することもできる万能武器になっている。また、頭部の操り系黒羽根は刺さった者を催眠状態にして凶暴化させる能力を持っている。
第11駅では4号と5号、第28駅では3号と5号を一蹴した。
実は娘共々の結婚相手を飲み込む能力の持ち主で、グリッタを妃にしようとしていたのも娘にゼットを呑み込ませて、新たな支配者にするためであった。しかしゼットの復活により目論見は潰え、自ら彼を刺殺しようとするが失敗。ゼットの怪人態を見たことでその力に表面上は服従を誓うも、ゼットがグリッタを完全に吸収できていないのを看破し、隙を見て奪い返そうと目論みながらヤミベリの時まで面従腹背を続ける。そして第40駅でグリッタの解放を図るも失敗し、ゼットにキャッスルターミナルを追い出され、シュバルツに協力を乞う。続く第41駅ではシュバルツとの連携によりゼットからグリッタを解放するも、直後にゼットの手にかかり黒い羽根となって消滅した。自身の野心の道具にしていたとはいえ、娘に対する愛情は本物だったようで、グリッタの解放を図った際はゼットに「てめえにしては上出来なキラキラだ」と評され、死亡する直前、彼女に自由になることを願う言葉を遺している。
ファイナルライブツアーでの名乗りフレーズは「黒衣の貴婦人ノア」。
- 名前の由来はフランス語で「黒」を意味する「Noir（ノア）」。
- 貴族の女性のように宮廷ドレスで、怪物のような帽子だが、あまり深く考えずに描いているため、首から下は変な要素がほとんどない。頭部のデザインは、普通の美女面の顔にする予定だったが、毛髪ではなく、触手状の造形物にしたことでそれが顔にまで浸食したことでベネチアンマスクをモチーフとしている。デザインを担当した篠原はこの姿で戦うことは想定しておらず、スーツアクターを務めた蜂須賀祐一も当初は「立ち回りはない」と説明を受けていた。
- パラソルは元々武器としては設定されておらず、アクション監督の福沢博文が発案したものである。造形物はアクション用ではなかったため、強度不足で折れることが何度かあったという。

シュバルツ将軍
闇の皇帝ゼットに仕える一人。一人称は「私」。二人称は「お前」、「貴様」。闇形式はシュイ44090-1。専用のクライナーを所持している。闇に頼らず最強最悪烈車軍団を組織し、地上を力によって制圧する野望を抱き、レインボーラインの多彩な烈車に目をつけ、その強奪を企む。着用している服装や専用クライナーの操縦席などに薔薇の絵が描かれている。ネロ男爵やノア夫人より立場が低く、彼らに対しては敬語を使っているが、慇懃無礼な受け答えをしている。
闇装備の将軍系黒鉄剣を振るうシャドーライン屈指の武闘派でありながらも冷静かつ慎重な一面もあり、トッキュウジャーの存在を危惧して情報収集を行ってから行動すると決め込んでいる。そのため、路線拡大を重視するネロ男爵とノア夫人からはあまりよく思われていないが、2人から密命を受けるなど、実力は評価されている様子。目的のためならば人質をとって脅迫するなど卑怯な手段も厭わない。
戦闘力はかなり高く、第6駅では、5人のトッキュウジャーを圧倒している。その後もトッキュウジャーと対面するたびに彼らを苦戦させた。また、烈車の操縦技量も高く、一時強奪したトッキュウオーを単独で乗りこなした。一度地に落ちたものは身に着けない主義。ザラムとは「闇ではなく烈車の力で地上を制圧すること」を語りあった仲だった。だが同時に助け合いを無用のものとも考えており、「ともに戦っていようとそこにあるのは自分ひとりだけ」とも語っている。
当初はグリッタから慕われていることに気づいていなかったが、自分が不要と言って渡した赤いバラの刺繡が入ったハンカチをグリッタがずっと持ち続けていたことを知ってその気持ちを察する。その後グリッタにそのハンカチを渡す際に思わせぶりな発言をする。
密かに烈車を集める行動に出ていたが、ゼットにそれを見抜かれて謹慎を命じられる。その後グリッタから支援を提案された際には受け入れているが、実は自らの目的のために、グリッタを利用することがその真意であった。しかし、それでもなお自分を慕い続けるグリッタに多少心を動かされており、ゼットに「てめえの目がちょっとだけ光った」と指摘されている。
第23駅でパワーアップしたゼットの粛清を受け、激流に消えたが、第25駅で生存していた。
その後第29駅ではグリッタの仇討ちを誓い、ゼット打倒のためにトッキュウジャーと手を組むふりをしてトッキュウ6号からドリルクライナー（ドリルレッシャー）を奪うが、第31駅でゼットと刃を交えた際、彼女がまだゼットの体内で存在していることを察し、彼女をゼットから解放することを目的とする。第35駅で「時が来れば自分の軍門に降る」という条件付きで明にドリルレッシャーを返還する。このとき、自分に頭を下げた明を変わったと評する一方、明からもかつての自分とは変わったことを指摘された。
第39駅でヤミベリの時（クリスマス）の到来によりシャドーの力が弱まる隙を突き、ゼットを攻撃すべく明（ザラム）を呼び寄せ、第40駅でキャッスルターミナルに攻め込んだ。第41駅でノア夫人と協力しグリッタを救出した後、真の姿を現したゼットにとどめを刺されるもゼットの手に入れられなかった「キラキラ」を手に入れられたことに満足し消滅した。
ファイナルライブツアーでの名乗りフレーズは「黒鉄将軍シュバルツ」。
- 名前の由来はドイツ語で「黒」を意味する「Schwarz（シュバルツ）」。
- 労働者階級という想定のため、控えめの装飾にしているが、唯一将校帽にスパイクが付いていたことから、胸にバラの模様を入れている。デザインを担当した篠原は、顔のデザインは以前に謀反を起こした際の拘束具の名残であるとイメージしており、マスクの後頭部に束縛から自由になった証や痕跡をイメージしたディテールを施している。メインライターの小林靖子は、グリッタ嬢が憧れる存在であることからイケメン風の顔を要望していたが、篠原は顔のデザインの由来のイメージが強かったため押し切ったという。将軍系黒鉄剣の帯刀時の装着部の詳細がデザインされている。

モルク侯爵
第27駅より登場。シャドーラインでも最古参の幹部で、シャドータウンの統括責任者。一人称は「わらわ」。二人称は「おのれ」、「お前」、「貴様」。闇形式はモイ50489-27。第28駅からトッキュウジャーに敗北を続けるシャドーラインの「弱体化が目に余る」ことからキャッスルターミナルに居を移し、以後シャドーライン全体の指揮を執る。
ゼットの乳母にして育ての親でもあり、彼にずけずけと物を言ったり、力を試すために斬りかかるなどの行為も許される実力者である。キラキラを求めるゼットを「火に吸い寄せられる虫」と評してそれを「弱さ」と見なし、その克服のために何事かを企む。ゼットがグリッタ嬢を取り込めていないことも早い段階で看破しており、たびたびゼットに彼女を消すよう進言していた。
最古参の幹部ゆえか下位の身分にあるネロ男爵やノア夫人に対し大声で怒鳴るなど高圧的な態度をとるため、ノア夫人からは「古狸のおばば」と内心煙たがられている。ただし同じくゼットに忠実なネロ男爵とは一定の信頼関係があるようで、自身が出撃する際に彼にゼットの護衛を任せたり、「（ネロ男爵の）忠誠だけは認めてもいい」と発言している。たびたび小言を口にするため、その煩さにゼットも辟易している。
戦闘では、常に手にしている闇装備のアナウンスマイク機能を持った伸縮自在の杖侯爵系マイクロッドで攻撃し、豊満な体を活かした体当たりも得意とする。独自に通常のクライナーに偽装させた侯爵専用クライナーロボと呼ばれる戦力を保有する。
最終決戦では、トッキュウジャーに追い詰められたゼットを支えるため、ネロ男爵とともに自らの意志で肉体を闇に変え、ゼットに吸収されるかたちで消滅する。
- シャドーラインのアナウンスと同じ声であることからデザインは音に関するモチーフが取り入れられており、コーンヘッドの頭部はマイク、体型は太ったオペラ歌手を模している。顔はドラァグクイーンにも見えるため、映画『ピンク・フラミンゴ』に主演した俳優のディヴァインをモデルとしており、鼻の横にほくろを付けている。
- 初登場回である第27駅を監督した加藤弘之は、モルク侯爵のキャラクターを「馴れ馴れしい親戚のおばさん」というイメージで演出した。

グリッタ嬢
ノア夫人の娘。一人称は「私」。二人称は「貴方」。闇形式はグイ44101-1。ずんぐりした巨体と醜い容姿が特徴だが、その性格は健気で純情。母の思惑を余所に闇の皇帝の妃になる気はなく、シュバルツ将軍のことを一途に慕っており、陰ながら彼の力になろうとしている。また、当のゼットが姿を現した際には恐怖を感じて一時的に出奔、思い詰めて乙女系ペーパーナイフでゼットの刺殺に及ぼうとしたこともあったが、逆にゼットに自らの瞳を気に入られて複雑な心情を抱いている。しかしその後はゼットの近くにいる機会が多かったため、ゼットのことが怖くなくなったとシュバルツに対して述懐している。シュバルツが謹慎を命じられた後には、シュバルツの力になるために自らの部下を指揮して彼を補佐した。
皇帝との政略結婚を余儀なくされたことで自身の運命を受け入れ純白系ウエディングドレスを着用して結婚式に臨み、ゼットを呑み込むことで女帝グリッタに変貌する。その際は目が赤く染まり、低く落ち着いた声・口調に変わった。そして皇帝専用のクライナーロボを操縦し、シュバルツとともにトッキュウジャーと戦い退ける。しかし、完全に心を失ったわけではなく、シュバルツへの恋心を思い出し、彼を援護するために再び戦いに赴く。そしてシュバルツを庇って傷つき元のグリッタ嬢に戻るも、その直後にゼットに自身の肉体を打ち破られ、彼に吸収された。
しかしゼットは彼女を完全に取り込めていないため、その後も彼の体内で存在している。モルク侯爵は早くにそれを看破していた様子で、「不愉快なもの」と称していた。第31駅でシュバルツはそれに気づき、第35駅でゼットに取り込まれかけたライトを助けたことで、ネロ男爵と明を除くトッキュウジャーのメンバーもその存命を知ることとなった。
第40駅ではヤミベリの時の到来によりゼットの支配を逃れて表へ出られるようになるも、「今自分が解放されればシャドーラインにとってもレインボーラインにとっても憂慮すべき事態になる」ことを予見し、解放されることを拒んでいた。しかし、続く第41駅でシュバルツとノア夫人によりゼットから解放され、シュバルツによってクライナーでどこかへと避難させられた。その後、明の建てたシュバルツの墓に花を手向けに現れている。
第44駅で「誰にも消えてほしくない」という思いから、キャッスルターミナルを元の深い闇に戻すことを決心し、トッキュウジャーに協力を要請する。そしてキャッスルターミナルを移動させることに成功し昴ヶ浜は解放された。その後、キャッスルターミナルに戻ってきたゼットに剣を向けられるがゼットは始末せずに放置。終着駅（最終回）ではトッキュウジャーに倒され闇となったゼットの残った闇を、クライナーで回収し、本来あるべき場所である深い闇の中へ去って行った。
- 他の幹部は色の名前を持つが、彼女は「影」や「闇」とは正反対のファッション用語から、脚本の小林が意図的に名付けたとのことである。
- 最初期の幹部案では存在しておらず、後から追加された。容姿を醜悪なものとすることで内面の清らかさを表現することが意図されており、企画段階ではスター・ウォーズシリーズのジャバ・ザ・ハットに例えられていた。顔はパグをモチーフとしている。
- 足音がいつも鳴っている、というのはパイロットを担当した中澤祥次郎のアイデアによるもの。スーツがあまり動けなかったことから、感情を手のみで表現したという。

シャドー怪人
無生物を模した外見・能力をもつ各幹部の家臣。それぞれが町を支配しており、ネーミングはいずれも「○○シャドー」で統一されている。一度倒されると闇の暴走を経て復活・巨大化する。巨大化後は「泣け!」「決闘しろ!」など、自らの目的となる言葉を叫び続ける個体が序盤では多く見られるが、その後は巨大化後も普通にしゃべるようになった。
- デザインでは、テーマはアンティークで、共通の意匠として体の本来眼の位置ではないどこかに眼が4個以上配置されている。デザインを担当した篠原は、眼の意匠は『五星戦隊ダイレンジャー』のゴーマ怪人を意識しており、後に「この眼を通して誰かが外界を見ている」と理由づけた。

管理人
シャドー怪人の中でシャドータウンを管理・守護する役目を担う格上のシャドー怪人。通常のシャドー怪人が無生物全般を模しているのに対し、管理人は全員がチェスの駒の意匠を持ち、それぞれモチーフの駒に準えた兜と杖を所持している。こちらも通常のシャドー怪人と同じく倒されると復活・巨大化する。
- デザインの発注時点でモチーフの指定はなく、篠原は「駅を支配している」という設定からキャスリングを連想して最初の管理人のモチーフをルークとし、その後の管理人もチェスの駒をモチーフとしたものとなった。

クローズ
闇の力によって影から無数に誕生する戦闘員。マフィアを彷彿させるスタイリッシュな姿で、武器はドラムカートリッジのマシンガンに変形する斧。胸には「制限解除」のマークがある。主に「クロッ」「ブラッ」と発声することが多いが、攻撃を受けると「チョールヌイ」と発声したりする。
- デザインはマイケル・ジャクソンの「スムース・クリミナル」をイメージしており、デザインを担当した篠原は「帽子を被った戦闘員」という長年試行していたものが結実したと述べている。裂けた口に帽子だけでは怖すぎるため、笑った目のように見えるラインを帽子に入れることで、少しコミカルな雰囲気を足している。

### シャドーラインの戦力
キャッスルターミナル
シャドーラインの拠点でもある闇に包まれた城型の始発駅。四方八方に路線が伸びており、クライナーが絶えず入出している。
第40駅でシュバルツと明が突入した際の分岐点でレインボーラインとも繋がり、ゼットの闇の力が弱まった影響でライトたちの故郷・昴ヶ浜とともに地上に姿を現したが、ゼットが真の姿となったことで再び闇に沈み、闇の壁のようなものができたことで一時近づけなくなった。第44駅でトッキュウジャーとグリッタ嬢に突入され、グリッタ嬢にターミナルのコントロールルームをジャックされた結果、昴ヶ浜と切り離され地上に浮上させられた。その後再度闇の底に潜り、第46駅でゼットの命を受けたネロ男爵の号令で地上に出現。さらにゼットの闇と融合し闇の巨獣と呼ばれる巨大な怪物へと変貌を遂げた。
しかし終着駅で、人々のイマジネーションを受け闇を突破した烈車たちの突撃によって貫かれ完全に崩壊した。
- デザインは森木靖泰が担当した。デザイン画では屋根の色は赤であった。

闇の巨獣
第46駅・第47駅に登場。ゼットが自身の内なる闇とキャッスルターミナルを融合させ作り上げた巨大な怪物。闇形式はゼッイ9410-46。
キャッスルターミナルの機能はそのまま生きており、城としても運用可能な移動要塞ともいうべき存在。闇装備はキャッスルターミナル。
その巨体に備わった2つの巨大な眼から膨大な闇を放出することができ、歩くだけで世界を闇に呑み込む力を持つが、自身が倒されるとゼットも弱体化するという弱点を抱える。
- デザインは森木靖泰が担当した。怪獣としてキャッスルターミナルを再構成し、両肩の目と腹部の口でボディが大きな顔になっている。
- メインライターの小林は、幹部が巨大化しない設定としたことからロボットが最後に戦う相手として創作したと述べている。

クライナー
悪の烈車とも言えるシャドーラインの巨大車両。停車する際には地面に白線ならぬ黒線が現れ「間もなくシャドーラインの烈車が参ります。命の惜しい方は黒い線の内側に下がってお待ちください」というアナウンスが流れる。それぞれの怪人たちが保有しているが、操縦は主にクローズが担当している。戦闘車輌の先端は頭蓋骨型で複数の砲門がある。戦闘車輌の先端部が異なるシュバルツ将軍専用車両や白を基調とした皇帝専用車両も存在する。操縦は左右のL字型レバーで行われ、レバーを両方回転させることでクライナーロボに変形する。
- デザインはレトロな蒸気機関車をモチーフとしており、戦闘車輌は南海ラピート風の形状を髑髏型にアレンジしている。芋虫やムカデのようなものも描かれた。
- 造形物はレッドレッシャーの大型モデルと同サイズのものが戦闘車輌のみ造られ、全体像はCGで描写される。

クライナーロボ
第4駅から登場。クライナーの巨大ロボ形態。制御車輌が頭部と胴体、動力車輌が腕部と腰部と大腿部、戦闘車輌が脚部を構成する。クローズが操縦する。武器は両腕の2連装370mm烈車砲。また、ドリルレッシャーを右腕に装備することもできる。
- シュバルツ専用クライナーロボの大きな角の逆算から描かれ、無表情にして角を逆向きにしている。変形パターンは『五星戦隊ダイレンジャー』の龍星王を参考にしている。左右対称の車体にしたが、変形後に胴体が前後共通になっており、腕を収納させずに車体上に列車砲のように乗っかるのを考えていたが、高架やトンネルをくぐることから車体を高くできず、その辺りをマントで全部覆ってごまかしている。

超クライナーロボ
第35駅から登場。3体のクライナーロボが「超クライナー合体!」の掛け声で合体した巨大ロボ。ビームを発射する剣レール系グラディウスと盾レール系ヒーターシールドを闇装備として使用し、両肩からも闇ビームを放つ。クライナーの砲門も露出しているが、使用した様子はない。
第35駅でモルク、ネロ、ノアの3人が操縦したが、トッキュウレインボーに破壊された。第41駅では大量のクライナーロボが出現するとともに3体同時に出現した。
- デザイン時の発注は5両編成であったが、同じ形状が重複し、バランスも悪くなることから3両に留められた。
- 第41駅を監督した竹本昇は、高下駄状の足パーツを外したり、横に立つクライナーロボに膝立ちをさせるなどして、極力合成を使わずにクライナーロボとの身長差を表現している。

シュバルツ専用クライナー
シュバルツ将軍専用のクライナー。戦闘車輌と後部車両の先端部に鋭利な角があるのが特徴。
- イメージは新幹線。

シュバルツ専用クライナーロボ
第6駅から登場。シュバルツ専用クライナーが「黒鉄変形（）!」の掛け声で変形した巨大ロボ形態。戦闘車輌にあたる爪先や頭部の角など、通常のクライナーと比べて鋭角的な意匠がある。シュバルツが制御車輌の後部に位置するコクピットブロックで操縦する。両腕の機関銃がパイルドライバーに代わっており格闘戦に特化している。第6駅でトッキュウオータンクに破壊されるが、第10駅で新しい専用クライナーを入手しており第23駅で変形した同機は腕部の杭が射出可能になり新たに闇装備のシュバルツ専用系黒鉄剣（）を装備するなど能力が強化されている。また、クライナーロボ同様、ドリルレッシャーを右腕に装備することもできる。
- デザインを担当した篠原保は、玩具を見て顔が『特命戦隊ゴーバスターズ』のメガゾードロイドに酷似していたことに気づき、一部書籍で反省の弁を述べている。

皇帝専用クライナー
ゼット専用のクライナー。大理石調の純白パールボディが特徴である。
皇帝専用クライナーロボ
第22駅から登場。皇帝専用クライナーが「暗闇変形!」の掛け声で変形した巨大ロボ形態。女帝グリッタが操縦する。闇装備の皇帝専用系ロングソードと、両肩に闇波動2連系超烈車砲を装備しており、そこからイマジネーションエネルギーを無力化するダークネスフォールを発射する。
ゼットはクライナーとして移動にのみ使用しており、第22駅では女帝となったグリッタがシュバルツを助けるために自ら操縦しロボ形態で使用している。
第23駅で超超トッキュウダイオーによって破壊されたが、シュバルツ専用クライナーと同様、第31駅から新たに登場している。
- 顔の雰囲気はゼット怪人態に似せており、ドラゴンの意匠が入ることから『天装戦隊ゴセイジャー』のゴセイグレートを意識している。肩のキャノン砲は特撮班からの要請で後から加えられた。

侯爵専用クライナーロボ
第40駅に登場。モルク侯爵専用のクライナーロボ。変形前は量産型と同型。
顔に侯爵の頭の網目に似た形状の仮面、手に侯爵の持つものと同じ形状の杖モルク専用系マイクロッドを持ち、両肩のマイクロホーン系双肩砲から音波のような闇の衝撃波を放つ。内部の操縦席にも両肩のホーンに似たものがある。
第40駅でハイパーレッシャテイオーと互角の戦いを演じた末に破壊された。ロボ形態のみ登場で変形前は不明。
- 音がモチーフに織り込まれているモルク侯爵に倣って肩にスーザフォン風のパーツを付けている。デザインを担当した篠原は、列車から変形するという共通点からアニメ『銀河疾風サスライガー』のサスライガーをイメージしていたが、別のアニメ『魔境伝説アクロバンチ』のアクロバンチと混同していたため、アクロバンチに似たデザインとなった。

## 設定・用語
イマジネーション
トッキュウジャーの力の源。想像する力や夢見る力のことであり、レインボーラインの烈車の原動力にもなっている。また、これを持っていないとレインボーラインの烈車を見たり乗ったりすることはできない。
レインボーライン
トッキュウジャーの烈車が通る人間のイマジネーションを原動力に存在する光り輝く鉄道路線で、高いイマジネーションを持つ者（主に子供）にしか見えない。
いくつもの駅が存在しているが、シャドーラインが怪人を駅で降ろしていったことで現在は大半がシャドーラインによって支配されている。怪人が倒されると元の駅名に戻る。
闇
シャドーラインが人々から生み出し、集めている怒りや悲しみといった、いわゆる「負の感情」の総称。シャドー怪人が様々な方法で人々から生み出しているほか、地脈の影響で負の情念が溜まる「闇だまり」と呼ばれる場所（明いわく「逆パワースポット」）も存在する。
闇が濃ければ濃いほど、シャドーラインの怪人や幹部たちは力を増すが、大量の闇を一度に浴びると、湯あたりのような症状を引き起こす。
闇には烈車の装甲を腐食させる作用があるらしく、シャドーラインとの戦いを繰り返したトッキュウジャーの烈車は定期的に洗浄を行う必要があるとされている。
12月のクリスマスは人々のイマジネーションが溢れるため相対的に闇が生まれにくく、弱くなる時期で、シャドーラインの者からは「ヤミベリの時」と呼ばれて忌諱されている。
闇駅（）
シャドーラインが設置する駅。元々存在したレインボーラインの駅にクライナーが停車することで闇に包まれてシャドーラインの一部となることもある。闇駅が設置された町では、シャドー怪人の特殊能力や、シャドー怪人により定められた一定のルールにより、人々はさまざまな苦しみを味わう。そして、それによって「負の感情」が生まれる。負の感情は人間の体から立ち上る黒い煙のように見え、それが一定以上溜まると、町は完全にシャドーラインに支配されたシャドータウンとなり「消えたも同然」の状態に陥る。
闇駅の隣の駅は標識で「あっち」「こっち」と表記される。
- 初期案では闇駅のシーンで色を反転させることが検討され、カメラテストも行われたが、日本の街並みでは色味が少なく効果が薄かったため不採用となった。トッキュウジャーが乗るのが烈車であることから、基地から発進するのではなく、走り続ける理由付けとして設定されたものである。

シャドータウン
闇駅の設置された町が完全に闇に吞み込まれた状態。管理人が常駐・管理している。
町内に元々いた人間は時間が止まったかのように静止している。闇に沈んでいるため地上からは視認すらできず、町の存在自体も地図や路線図、人々の記憶から消滅する。シャドー怪人によって設置されたルールは健在で、突入してきたトッキュウジャーたちはそのルールに翻弄される。
レインボーラインや地上とは分岐点でつながっているが、その分岐点は不規則に現れシャドーラインの烈車（ドリルレッシャーも含む）でしか探知できない。ただし線路さえ出現させればレインボーラインの烈車でも突入可能である。シャドータウン内でトッキュウジャーは30秒しか変身していられないが1人だけが変身して乗り換えチェンジを繰り返せば最大150秒間変身していられる。また、ハイパートッキュウジャーならば、長時間変身を維持できる。管理人が一度倒されると町が地上に戻り、完全に倒せば静止していた人間も元に戻る。

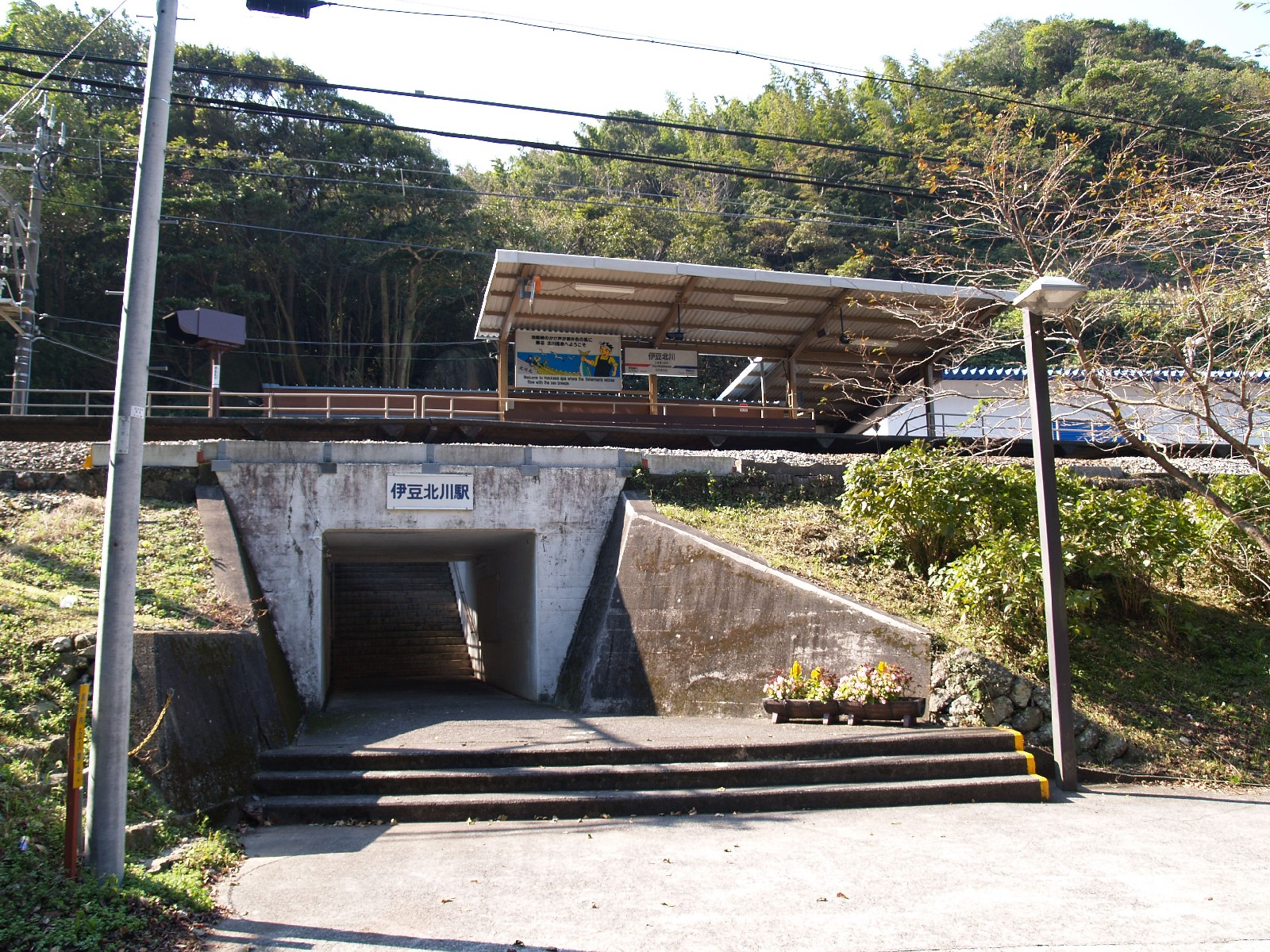
主人公たちの故郷の駅「昴ヶ浜駅」として、屋外の撮影に使用された伊豆急行線伊豆北川駅

昴ヶ浜（）
初期メンバー5人がかつて住んでいた町。第23駅の回想シーンで判明した。幼少時の初期メンバー5人が星祭りで「負の感情」とみられる黒い煙を目撃している。
第24駅の時点で、時刻表や地図にレインボーラインの駅名や町の名前としては載っていないことが言及されていた。第40駅でキャッスルターミナルの下にあることが判明する。
第44駅でグリッタがキャッスルターミナルを移動させたことで町は元に戻っており、第45駅では昴ヶ浜駅にレインボーラインの烈車が停車している。
- 第15駅を監督した渡辺勝也は、マイッキーは昴ヶ浜のゆるキャラであると述べている。

## キャスト

### レギュラー・準レギュラー
- ライト / トッキュウ1号 - 志尊淳[138][139]
- トカッチ / トッキュウ2号 - 平牧仁[138][140]
- ミオ / トッキュウ3号 - 梨里杏[138][141]
- ヒカリ / トッキュウ4号 - 横浜流星[138][142]
- カグラ / トッキュウ5号 - 森高愛[143][注釈 86]
- 虹野明 / トッキュウ6号 / ザラム - 長濱慎[145]（17 - 47）
- 闇の皇帝・ゼット[注釈 87]- 大口兼悟[146]（11 - 14,17 - 33,35,37 - 47）
- 車掌 - 関根勤[147]
- ライト（幼少期）[注釈 88] - 馬渕誉（1,3,12,13,19,21 - 23,27,31 - 33,36,45 - 47）
- トカッチ（幼少期）[注釈 89] - 永瀬圭志朗（1,4,12,19,21 - 23,25,27,31,32,42,45 - 47）
- ミオ（幼少期）[注釈 90] - 石井薫子（1,4,12,13,15,19,21 - 23,27,30 - 32,42,45 - 47）
- ヒカリ（幼少期）[注釈 91] - 山﨑光（1,7,12,15,19,21 - 23,27,31 - 33,36,43,45 - 47）
- カグラ（幼少期）[注釈 92] - 清水らら（1,3,12,19,21 - 23,27,30 - 32,36,45 - 47）

### 声の出演
本作品では専属のナレーションは設定されていないが、山口勝平によるレインボーライン各種アナウンスがナレーションの役割を担っている。
- チケット、レインボーライン各種アナウンス&アイテム音声[148] - 山口勝平[147]
- ワゴン - 堀江由衣[147]（2 - 47）
- レインボーライン総裁[注釈 93] - 鳥海浩輔（31 - 47）
- シュバルツ将軍 - 壤晴彦[149]（1 - 8,10 - 23,28,29,31,35,39 - 41）
- ネロ男爵 - 福山潤[149]（1 - 3,5,7 - 14,17 - 33,35,37,39 - 41,43 - 47）
- ノア夫人 - 久川綾[149]（1 - 3,5,7,8,10 - 14,17 - 23,27 - 41）
- グリッタ嬢 - 日髙のり子[149]（1 - 8,10 - 14,17,19 - 23,31,33,35,39 - 41,45,47）
- モルク侯爵（27 - 37,39 - 41,43 - 47）、クライナーのアナウンス[150]（11,12,18,22）、キャッスルターミナルのアナウンス（24） - 鈴木れい子[146]
- クローズ - 穴井勇輝、佐藤慧[151]、小峰一己[152]、宮負潤[153]

### ゲスト
主要なゲストキャラクターの名字は実在の鉄道の駅名から名前を取っている。
- 男の子 - 志田弦音（1）
- 女の子 - 七海マコト（1）
- 母親 - 高橋麻理（1）
- ヨウタ - 佐藤元大（2）
- サラリーマン - 税所伊久磨（2）
- 小学生 - 石井栞、田辺まり、青木淳耶、木村拓翔（3）
- 梅田 - 親川優志（5）
- 中野 - 村上雄太（5）
- 舞子 - 増田みずき（5）
- 小学生 - 中村一葵、村上いちご（7）
- 警察官 - 三輪学（7）
- 男 - 畑俊樹（7）
- サッカー少年 - 富山挙伍（8）
- 赤ちゃん - 坂本悠人（8）
- 千葉徹 - 聡太郎（9）
- 進行役 - おむすび（9）
- 女子高生 - 濱頭優（9）
- 男子高生 - 伸輝（9）
- OL - 神永舞花（9）
- サラリーマン - 新田健太（9）
- 藤沢弘樹 - 福崎那由他（10）
- 子供 - 渡辺隼斗、石井出海（10）
- 野球監督 - 吉家章人（10）
- 取手権左衛門 - 小西博之（14）
- マイッキー（声） - 渡辺久美子（15）
- 主婦 - 矢作則子（15）
- 老人 - 五頭岳夫（15）
- おばさん - 江川泰子（15）
- アオイ - 豊泉志織（16）
- カケル - 吉田騎士（16）
- エリカ - 松井佳子（18）
- ショウゴ - 増田怜雄（18）
- 相撲取り - あかつ（20）
- 芸人 - ゴー☆ジャス（20）
- 女の子 - 田邊瑶子（20）
- 鈴樹優美[注釈 94] - 安藤知夏（23、45、46、47）
- 渡嘉敷涼[注釈 95] - 大野瑞生（23、25、45、47）
- 桃太郎 - 千葉一磨（25）
- シンデレラ - 藤岡沙也香（25）
- 赤ずきん - 萩生田菜波（25）
- はだかの王様 - ジョン・カミナリ（25）
- 銭湯の店主 - 西田健（26）
- プロレスラー[155][注釈 96] - 高田将司（26）
- 姉 - 松浦愛弓（27）
- 弟 - 安達大輝（27）
- 小倉あいり - 中原果南（30）
- 女の子 - 中谷文音（31）
- 春日太平 - 木之元亮（33）
- 鈴樹剛史 - 井上高志（33、45、46、47）
- 駅前でライトたちを襲う人たち[156][注釈 96] - 押川善文・高田将司・五味涼子・竹内康博・野川瑞穂（33）
- 表参道義雄 - 坂本真（34）
- 井川さくら - 外岡えりか（アイドリング!!!）（36）
- 女子学生 - 森島縁、宮城美寿々（36）
- 男子学生 - 村上健斗（36）
- 分倍河原藁次郎 - 本間剛（38）
- 守衛 - 喜多川2tom（38）
- 柴崎 - 内野智（38）
- 国領 - 石川伸一郎（38）
- 夏目公平 - 後藤公太（42、45、47）
- 保線員バンド（42）
  - ボーカル - 伊勢大貴
  - ギター - AYANO
  - ベース - 翔
  - ドラムス - 川口千里
- 野々村恵美子 - 林美土里（43、47）
- 野々村彩香 - 長谷部瞳（43、45、47)
- 泉洋介 - 御船健（43、45、47)
- 泉恵子 - 竹光桂子（43、45、47)
- 鈴樹舞 - 樋口舞（46、47）
- 鈴樹優斗 - 森山海李（46、47）

### スーツアクター
- トッキュウ1号[出典 32]、闇の巨獣[161] - 押川善文
- トッキュウ2号[出典 33]、ゼット怪人態（代役）[163] - 高田将司
- トッキュウ3号[出典 34]、ミオ（吹き替え）[144] - 五味涼子
- トッキュウ4号[出典 35] - 竹内康博
- トッキュウ5号[出典 36]、ワゴン[166][63][51] - 野川瑞穂
- トッキュウ6号[出典 37] / ザラム[51] - 浅井宏輔
- シュバルツ将軍[出典 38]、ビルドダイオー[167] - 岡元次郎
- グリッタ嬢[出典 39]、トッキュウオー[167] - 日下秀昭
- ネロ男爵[出典 40] - 清家利一
- ノア夫人[出典 41] - 蜂須賀祐一
- モルク侯爵[120][172] - 橋本恵子
- 闇の皇帝ゼット（怪人態）[出典 42] / ゼット・真[120][163] / トッキュウ6号（ゼット変身時）[163] - 中田裕士
- バッグシャドー[173]、バケツシャドー[174] - 矢部敬三
- ハンマーシャドー[51] - 大林勝
- マイッキー[175] - 神尾直子
- トッキュウ6号（47）[176] - 蔦宗正人

## スタッフ
制作におけるメインメンバーは、チーフプロデューサーが宇都宮孝明、メインライターが小林靖子、パイロット監督が中澤祥次郎と『侍戦隊シンケンジャー』以来の編成となり、サブプロデューサーは第22駅までは宇都宮とともに『シンケンジャー』や『仮面ライダーウィザード』に関わった石川啓、第23駅以降は東映アニメーションから異動した若林豪が起用された。
小林は過去に鉄道をモチーフとした『仮面ライダー電王』を手がけているが、本作品ではモチーフが決定する前に起用されており、宇都宮は先にモチーフが列車に決まっていたら小林を起用しなかった可能性もあったことを述べている。小林は自身が手がける最後のスーパー戦隊になるかもしれないという想いで執筆したと述べている。
メイン監督の中澤は、『仮面ライダー鎧武/ガイム』に参加していたが、宇都宮から打診され同作品を第8・9話のみで降板し、本作品のパイロットを務めた。中澤は本作品と『鎧武』の両方を担当していることから『烈車戦隊トッキュウジャーVS仮面ライダー鎧武 春休み合体スペシャル』の監督も務めた。その後、中澤は次作『手裏剣戦隊ニンニンジャー』参加のために降板し、最終話は竹本昇が務めた。
劇伴音楽には羽岡佳を特撮作品初起用。
キャラクターデザインはシリーズ12作目となる篠原保が主に担当した。闇の巨獣とキャッスルターミナルのみ美術担当の森木靖泰が手掛けた。
- 原作 - 八手三郎[177]
- 連載 - テレビマガジン、てれびくん
- プロデューサー - 佐々木基・井上千尋（テレビ朝日）、宇都宮孝明・石川啓（ - 第22駅）・若林豪（第23駅 - ）（東映）、矢田晃一・深田明宏（東映エージエンシー）[177]
- 脚本 - 小林靖子[177]、大和屋暁、會川昇
- 監督 - 中澤祥次郎[177]、渡辺勝也、竹本昇、加藤弘之
- 音楽 - 羽岡佳
- 音楽プロデュース - Project.R
- 撮影 - 松村文雄、大沢信吾、相葉実
- 照明 - 柴田守、本田純一、堀直之、林大樹
- 美術 - 大谷和正
- 録音 - 伝田直樹
- 編集 - 阿部嘉之
- チーフ助監督 - 荒川史絵、茶谷和行、葉山康一郎、杉原輝昭、須上和泰
- スプリクター - 関根秀子、森みどり
- 制作担当/進行主任 - 東正信、田中耕作、石切山義貴
- ラインプロデューサー - 道木広志（ - 第20駅）、青柳夕子
- 計測 - 相葉実、佐藤真之
- 助監督 - 葉山康一郎、谷本健晋、茶谷和行、荒川史絵、清水賢一、石黒裕章
- キャラクターデザイン - 篠原保、森木靖泰
- 企画協力 - 企画者104
- 資料担当 - 松井大、馬場竜太
- デザイン協力 - プレックス
- 造型 - レインボー造型企画、前澤範
- 音響効果 - 小川広美（大泉音映）
- EED - 長澤亮祐
- MA・選曲 - 宮葉勝行
- MAオペレーター - 錦織真里
- 技術業務 - 八木明広
- 仕上進行 - 辻今日子
- AP - 菅野あゆみ、久慈麗人
- 視覚効果 - 沖満
- 絵コンテ - 田中浩二、伊藤康洋
- アクション監督 - 福沢博文（レッド・エンタテインメント・デリヴァー）[177]、清家利一（ジャパンアクションエンタープライズ）
- 特撮研究所
  - 撮影 - 鈴木啓造→岡本純平
  - 撮影助手 - 岡本純平、内田圭、鶴崎直樹、滝澤智志
  - 照明 - 安藤和也
  - 照明助手 - 関澤陽介、照屋貴史、吉川慎太郎
  - 美術 - 松浦芳
  - 美術助手 - 花谷充泰、髙橋一、鶴田智也、石井那王貴
  - 操演 - 中山亨
  - 操演助手 - 和田宏之、黒田政紀、秀平良忠、武士裕、原島徳寿
  - 助監督 - 小串遼太郎
- 特撮監督 - 佛田洋（特撮研究所）[177]
- ミニチュア製作 - ミューロン
- 映像協力 - Vicom
- 美術協力 - シスタック
- 技術協力 - 東映ラボ・テック、西華デジタルイメージ株式会社、ブル、M・SOFT、enRoute
- 制作 - テレビ朝日、東映、東映エージエンシー

## 音楽
主題歌
オープニングテーマ「烈車戦隊トッキュウジャー」（第1 - 46駅）
作詞：渡部紫緒 / 作曲・編曲：坂部剛 / 歌：伊勢大貴
タイトルコールは読み上げられず、代わりに「7時30分発、烈車戦隊トッキュウジャーが発車いたしまーす、お乗り遅れのないようご注意くださーい」というアナウンスが冒頭に流れる。後述するエンディングのフォーマットの都合上、キャスト・スタッフのクレジットはそのほとんどがオープニングに集約されており、以降『騎士竜戦隊リュウソウジャー』まで踏襲された。
途中に挿入されている、爆発バックのシーンで転倒するトッキュウジャーは第15駅までは5話ごとのローテーション制だが、第16駅以降は第21駅で6号転倒→6号以外の5人が同時に転倒というパターンが追加され、6話ごとのローテーション制となった。
曲調は列車の疾走感を意識したビートパンクで近年の戦隊の主題歌とは趣を変えている。
タイトルバックのロケ地は碓氷峠鉄道文化むら。主要メンバー5人が線路で走っているシーンは同地構内の廃線跡の線路で、撮影許可を取ったうえで撮られているが、視聴者層である子供への誤解を招くことから第5駅からは「みんなは線路内で遊ばないでね！」というテロップが表示されるようになった。
終着駅では挿入歌として使用された。
エンディングコーナーテーマ「ビュンビュン!トッキュウジャー」（第1 - 20・27 - 42・終着駅）
作詞：藤林聖子 / 作曲：俊龍 / 編曲：坂部剛 / 歌：Project.R（YOFFY、谷本貴義、鎌田章吾）
通常のエンディングテーマではなくエンディングコーナーと称され、前半は出演者によるコーナー紹介の後、1番サビ（歌唱版）をバックに「みんなの列車コーナー」として各地を走る鉄道車両が各回3種類ずつ紹介され、後半はAメロ（インストゥルメンタル版）→後奏をバックに次回予告・提供ベースという構成になっている。
エンディングのクレジットは楽曲のスタッフと協力会社のみ。
「みんなの列車コーナー」はビコムおよび鉄道事業者の所有映像を用いることから、著作権上、先述のコーナー紹介を含めてDVD・BDには収録されておらず、本編終了後にそのまま次回予告が流れる構成となっている。テレ朝チャンネルなど専門チャンネルによる再放送やネット配信の際にもこれに準じた措置が取られており、本放送時も劇場版公開期間中、ならびに第43駅以降は次回予告後の劇場版などの告知に時間を充てるため、同様の構成がとられた。
終着駅では本編エピローグの映像とともに1番のワンコーラスがフルで使用された。

挿入歌
下記の他、作中のキャラクターが「きらきら星」を歌う場面が幾度か存在する。
「GO!GO!トッキュウジャー」（第6・13・39駅）
作詞：渡部紫緒 / 作曲・編曲：坂部剛 / 歌：伊勢大貴
「烈車合体！トッキュウオー」（第5・7・14駅）
作詞：桑原永江 / 作曲：羽岡佳 / 編曲：佐藤清喜 / 歌：宮内タカユキ
「シュッシュッポッポ! トッキュウジャー」
作詞・作曲：Raizo.W / 編曲：坂部剛 / 歌：串田アキラ
「トッキュウジャー体操」としてトッキュウジャーの5人が準備体操をしている映像が「スーパー戦隊バトル ダイスオーEX」や東映特撮YouTube Officialで配信されており、DVD・Blu-rayの映像特典としても収録されている。また、シアターGロッソで行われるヒーローショー開始前にスーツアクターの踊りを真似ながら踊る時間が設けられた。
「雨のちレインボー」（第26駅）
作詞：藤林聖子 / 作曲：羽岡佳 / 編曲：佐藤清喜 / 歌：大西洋平
第17・18・20駅ではインストゥルメンタル版が使用された。
「夢限∞イマジネーション」（第20駅）
作詞・作曲・編曲・歌：岩崎貴文 / ピアノアレンジ：奥田弦
第34駅ではインストゥルメンタル版が使用された。
「線路はつづくよどこまでも」
アメリカ民謡 訳詞：佐木敏 / アレンジ・演奏：ANIMETAL USA / 歌：鎌田章吾
「トッキュウ総進撃!!!」（第35・36駅）
作詞：桑原永江 / 作曲：AYANO / 編曲：平松建治、綾野光紘 / 歌：山形ユキオ
キャラクターソング
「I saw the light」
作詞：渡部紫緒 / 作曲：羽岡佳 / 編曲：佐藤清喜 / 歌：ライト（志尊淳）
「ブルーレンズの向こうへ」（第34駅）
作詞：坂井竜二 / 作曲：平牧仁 / 編曲：山下康介 / 歌：トカッチ（平牧仁）
「Yellow heart」
作詞：梨里杏 / 作曲・編曲：橋本由香利 / 歌：ミオ（梨里杏）
第30駅ではインストゥルメンタル版が使用された。
「Green Anchor」（第33駅）
作詞：藤林聖子 / 作曲・編曲：ZENTA / 歌：ヒカリ（横浜流星）
「参上!なりきり♡GIRL」（第30駅）
作詞：坂井竜二 / 作曲：鈴木盛広 / 編曲：安岡洋一郎 / 歌：カグラ（森高愛）
「オレンジ色したニクいやつ」
作詞・作曲：高取ヒデアキ / 編曲：川瀬智 / 演奏：Z旗 / 歌：虹野明（長濱慎）
第42駅では前奏のみが使用された。
「うた歌いま〜す、うた歌いま〜す」
作詞：マイクスギヤマ / 作曲・編曲：大石憲一郎 / 歌：チケット（山口勝平）
「Choo Choo WAGON」
作詞：渡部紫緒 / 作曲：光増ハジメ / 編曲：EFFY / 歌：ワゴン（堀江由衣）
「暗闇の在処」
作詞：只野菜摘 / 作曲：IMAJO / 編曲：IMAJO、平松建治 / 歌：闇の皇帝ゼット（大口兼悟）
「Darkness 〜闇の勇者〜」
作詞：井上望 / 作曲：Raizo.W / 編曲：加藤みちあき / 歌：ネロ男爵（福山潤）
「ノア ノア ノアール」
作詞：藤林聖子 / 作曲：奥田弦 / 編曲：籠島裕昌 / 歌：ノア夫人（久川綾)
「黒鉄将軍シュバルツ」
作詞：渡部紫緒 / 作曲・編曲：黒須克彦 / 歌：シュバルツ将軍（壤晴彦）
「そして王子さまが」
作詞：只野菜摘 / 作曲・編曲：坂部剛 / 歌：グリッタ嬢（日髙のり子）
「棺桶のうた」（第3駅）
作詞：坂井竜二 / 作曲・編曲：羽岡佳 / 歌：チェーンシャドー（森田順平）

## 放送日程
全編通して話数表記は「第○駅」で統一。終着駅を除き、従来のシリーズで採り入れられていたサブタイトルの読み上げは行われていない。また終着駅のみ、サブタイトルが縦テロップになっている。
闇駅名のリンク先は撮影に使用された駅である。元の駅名は、劇中で言及されたもののみ記載する。
| 放送日         | 放送回 | サブタイトル               | 登場怪人                                                              | 闇駅名 （元の駅名）             | 脚本     | アクション監督 | 監督       | みんなの列車コーナー |
| -------------- | ------ | -------------------------- | --------------------------------------------------------------------- | ------------------------------- | -------- | -------------- | ---------- | --- |
| 2014年02月16日 | 始発駅 | 特急烈車で行こう           | - バッグシャドー（声 - 江川央生）                                     | 餓鬼捨て山駅                    | 小林靖子 | 福沢博文       | 中澤祥次郎 | - JR西日本『SLやまぐち号』 - JR西日本『500系新幹線』 - 小田急電鉄『ロマンスカー・LSE（7000形）』                                                                                             |
| 2月23日        | 第2駅  | 俺たちはここにいる         | - サーベルシャドー（声 - 志村知幸）                                   | 決闘ヶ原駅 （希ヶ原駅）         | 小林靖子 | 福沢博文       | 中澤祥次郎 | - JR九州『ななつ星 in 九州』 - JR西日本『特急サンダーバード（683系特急形）』 - 西武鉄道『スマイルトレイン 30000系』                                                                          |
| 3月02日        | 第3駅  | 思いこんだら命がけ         | - チェーンシャドー（声 - 森田順平）                                   | 死の谷駅 （平和谷駅）           | 小林靖子 | 福沢博文       | 渡辺勝也   | - 京成電鉄『AE形スカイライナー』 - 青い森鉄道『青い森701系』 - 京阪電車『8000系 エレガントサルーン』                                                                                         |
| 3月09日        | 第4駅  | 忘れ物にご注意を           | - ストーブシャドー（声 - 坂口候一）                                   | 痛い川駅                        | 小林靖子 | 福沢博文       | 渡辺勝也   | - 名古屋鉄道『1000系・1800系 パノラマスーパー』 - JR四国『特急しおかぜ（8000系特急形電車）』 - 札幌市交通局『3300形』                                                                        |
| 3月16日        | 第5駅  | 消えた線路の向こうがわ     | - バケツシャドー（声 - 中村大樹）                                     | 腹ペコ駅 （大盛駅）             | 小林靖子 | 福沢博文       | 竹本昇     | - 南海電気鉄道『50000系 ラピート』 - JR貨物『EH500形式 ECO-POWER 金太郎』 - 京王電鉄『井の頭線1000系』                                                                                       |
| 3月23日        | 第6駅  | 探し物はなんですか         | -                                                                     | -                               | 小林靖子 | 福沢博文       | 竹本昇     | - 平成ライダー対昭和ライダー 仮面ライダー大戦 feat.スーパー戦隊 - 『キョウリュウジャーレッシャー』 - 『デンライナー』 - 『トッキュウオーキョウリュウジン feat.デンライナー』                 |
| 4月06日        | 第7駅  | やるせなく、やる気なく     | - ハンコシャドー（声 - 浜田賢二）                                     | 無気力坂駅                      | 小林靖子 | 福沢博文       | 加藤弘之   | - JR九州『特急ゆふいんの森（キハ72系）』 - JR西日本『大阪環状線（201系）』 - 東武鉄道『特急スペーシア（100系）』                                                                             |
| 4月13日        | 第8駅  | レインボーライン大爆破     | - バクダンシャドー（声 - 伊丸岡篤）                                   | -                               | 小林靖子 | 福沢博文       | 加藤弘之   | - JR貨物『DD51形式』 - 相模鉄道『新7000系』 - JR四国・JR西日本『快速マリンライナー』 |
| 4月20日        | 第9駅  | 思いは片道切符             | - マリオネットシャドー（声 - 内山昂輝）                               | 大失恋駅 （北伍城駅）           | 小林靖子 | 福沢博文       | 渡辺勝也   | - JR西日本『特急サンライズ出雲（285系）』 - 京浜急行電鉄『1500形』 - JR貨物『EH200形式ECO-POWER ブルーサンダー』                                                                             |
| 4月27日        | 第10駅 | 「トカッチ、夕焼けに死す」 | - タイプシャドー（声 - 松本保典）                                     | -                               | 小林靖子 | 福沢博文       | 渡辺勝也   | - JR西日本『新幹線ひかりレールスター700系』 - 津軽鉄道『津軽21形 走れメロス号』 - 東京都交通局『日暮里舎人ライナー 300形』                                                                   |
| 5月04日        | 第11駅 | 闇の皇帝                   | - ランプシャドー（声 - 諏訪部順一）                                   | （夢の星遊園地前駅）            | 小林靖子 | 福沢博文       | 中澤祥次郎 | - 名古屋鉄道『2000系 ミュースカイ』 - 西日本鉄道『7000形』 - 箱根登山鉄道『1000形 ベルニナ号、2000形 サン・モリッツ号』                                                                      |
| 5月11日        | 第12駅 | 虹の定期券                 | - ランプシャドー（声 - 諏訪部順一）                                   | 闇の影駅 （夢の星遊園地前駅）   | 小林靖子 | 福沢博文       | 中澤祥次郎 | - JR九州『SL人吉 58654号機』 - 嵯峨野観光鉄道『トロッコ列車』 - ひたちなか海浜鉄道 『キハ3710形』                                                                                            |
| 5月18日        | 第13駅 | 走れ消火器                 | - ルーペシャドー（声 - 戸部公爾）                                     | -                               | 大和屋暁 | 福沢博文       | 加藤弘之   | - 南海電気鉄道『30000系 こうや』 - 富山ライトレール『0600形 ポートラム』 - 新京成電鉄『8800形』                                                                                              |
| 5月25日        | 第14駅 | 迷刑事、名探偵             | - ソウジキシャドー（声 - 高木渉）                                     | （きらり台駅）                  | 大和屋暁 | 福沢博文       | 加藤弘之   | - 伊豆急行『2100系 アルファリゾート21』 - 智頭急行・JR西日本『HOT7000系 スーパーはくと』 - 上毛電気鉄道『700形』                                                                             |
| 6月01日        | 第15駅 | 心の中にあるもの           | - ハンマーシャドー（声 - チョー）                                     | 悪夢ヶ丘駅                      | 會川昇   | 福沢博文       | 渡辺勝也   | - 北越急行『特急はくたか（681系2000番代）』 - 京王電鉄『7000系』 - 肥薩おれんじ鉄道 『HSOR-100形』                                                                                           |
| 6月08日        | 第16駅 | 危険な臨時烈車             | - ハンマーシャドー（声 - チョー）                                     | -                               | 會川昇   | 福沢博文       | 渡辺勝也   | - 小田急電鉄『ロマンスカー・MSE（60000形）』 - 長良川鉄道『501号車』 - 伊予鉄道『坊っちゃん列車』                                                                                            |
| 6月22日        | 第17駅 | 雨上がりの空に             | -                                                                     | -                               | 小林靖子 | 福沢博文       | 中澤祥次郎 | - JR九州『885系 かもめ』 - 阪急電鉄『9000系』 - 弘南鉄道 『弘南線 7000系』 |
| 6月29日        | 第18駅 | 君の名を呼べば             | - リングシャドー（声 - 三宅健太）                                     | 変頭痛駅                        | 小林靖子 | 福沢博文       | 中澤祥次郎 | - 西武鉄道『10000系 特急レッドアロー号』 - 由利高原鉄道『YR-2000形』 - 福井鉄道 『F1000形』                                                                                                  |
| 7月06日        | 第19駅 | 出発! ビルドダイオー       | - フェンスシャドー（声 - 志賀克也）                                   | -                               | 小林靖子 | 福沢博文       | 加藤弘之   | - つくばエクスプレス『TX-2000系』 - くま川鉄道『田園シンフォニー KT-500形』 - 伊豆箱根鉄道 『駿豆線 3000系』                                                                                 |
| 7月13日        | 第20駅 | 笑顔は危険                 | - ジャックインザボックスシャドー（声 - 水島大宙）                     | 大笑井駅                        | 小林靖子 | 福沢博文       | 加藤弘之   | - 烈車戦隊トッキュウジャー THE MOVIE ギャラクシーラインSOS - 『サファリレッシャー』 - 『サファリガオー』 - 『サファリガオー（ロボモード）』                                                  |
| 7月20日        | 第21駅 | 花嫁は逃走中               | - シャボンシャドー（声 - 一条和矢）                                   | 叶ヶ丘駅                        | 小林靖子 | 福沢博文       | 渡辺勝也   | （コーナー休止） |
| 7月27日        | 第22駅 | 女帝の誕生                 | - グリッタ嬢 - 皇帝専用クライナーロボ                                 | （しんとかい駅）                | 小林靖子 | 福沢博文       | 渡辺勝也   | （コーナー休止） |
| 8月10日        | 第23駅 | 手と手をつないで           | - グリッタ嬢 - 皇帝専用クライナーロボ                                 | -                               | 小林靖子 | 福沢博文       | 中澤祥次郎 | （コーナー休止） |
| 8月17日        | 第24駅 | 分岐点を越えて             | - 管理人ルーク（声 - 神奈延年）                                       | 動ヶ無イ駅 （筒ヶ内駅）         | 小林靖子 | 福沢博文       | 中澤祥次郎 | （コーナー休止） |
| 8月24日        | 第25駅 | おとぎ話が飛び出して       | - ピンスポシャドー（声 - 二又一成）                                   | おとぎ駅                        | 小林靖子 | 福沢博文       | 竹本昇     | （コーナー休止） |
| 8月31日        | 第26駅 | 銭湯で戦闘開始             | - コインシャドー / 印西輝男（演、声 - 倉貫匡弘）                      | （月川町駅）                    | 大和屋暁 | 福沢博文       | 竹本昇     | （コーナー休止） |
| 9月07日        | 第27駅 | 新たな力を                 | - 管理人ビショップ（声 - 桐本琢也）                                   | 差迷井駅 （至ヶ丘駅）           | 小林靖子 | 福沢博文       | 加藤弘之   | - 仙台市交通局『南北線1000N系』 - 大井川鐵道『C10 8号機』 - JR四国『2000形"宇和海"』 |
| 9月14日        | 第28駅 | カッコ悪いがカッコ良い     | -                                                                     | -                               | 小林靖子 | 福沢博文       | 加藤弘之   | - 小田急電鉄『ロマンスカー・VSE50000形』 - 上田電鉄『1000系』 - JR九州『キハ185系"A列車で行こう"』                                                                                           |
| 9月21日        | 第29駅 | 対向車との合流点           | - ボトルシャドー（声 - 中原茂）                                       | -                               | 大和屋暁 | 福沢博文       | 渡辺勝也   | - 京成電鉄『AE100形"シティライナー"』 - JR西日本『381系1000番台"こうのとり"』 - JR九州『キハ185系"九州横断特急"』                                                                            |
| 9月28日        | 第30駅 | 誕生日のお祝いは           | - ウィッグシャドー（声 - 矢部雅史）                                   | （甘見町駅）                    | 大和屋暁 | 福沢博文       | 渡辺勝也   | - JR貨物『DE10形』 - 京浜急行電鉄『600形 ブルースカイトレイン』 - JR九州『キハ40系"指宿のたまて箱"』                                                                                         |
| 10月05日       | 第31駅 | ハイパーレッシャターミナル | - テーブルシャドー（声 - 石塚運昇） - チェアシャドー（声 - 松野太紀） | 裏返市駅 （浦越市駅）           | 小林靖子 | 福沢博文       | 中澤祥次郎 | - 南海電気鉄道『12000系『サザン プレミアム』 - 岳南電車『8000形 がくちゃんかぐや富士』 - 西日本鉄道『3000形』                                                                                |
| 10月12日       | 第32駅 | 決意                       | - テーブルシャドー（声 - 石塚運昇） - チェアシャドー（声 - 松野太紀） | -                               | 小林靖子 | 福沢博文       | 中澤祥次郎 | - 阪急電鉄『1000系』 - 大井川鐵道『16000系』 - JR九州『キハ125形400番台 特急"海幸山幸"』 |
| 10月19日       | 第33駅 | カラテ大一番               | - チュウシャキシャドー（声 - 真殿光昭）                               | 注毒駅                          | 小林靖子 | 福沢博文       | 竹本昇     | - 第13回日本鉄道賞特別賞の受賞報告 |
| 10月26日       | 第34駅 | 恋は大騒ぎ                 | - ビリヤードシャドー（声 - 藤本たかひろ）                             | 突き合い駅 （月愛駅）           | 大和屋暁 | 福沢博文       | 竹本昇     | - 東武鉄道『6050系』 - JR西日本『281系"はるか"』 - JR西日本『キハ187系"スーパーいなば"』 |
| 11月09日       | 第35駅 | 奪われたターミナル         | -                                                                     | -                               | 小林靖子 | 福沢博文       | 加藤弘之   | - 西武鉄道『9000系』 - 大井川鐵道井川線『南アルプスあぷとライン ED90形機関車』 - JR四国『N2000系"うずしお"』                                                                                 |
| 11月16日       | 第36駅 | 夢は100点                  | - マンネンヒツシャドー（声 - 飛田展男）                               | 落第学前駅 （珀天大学前駅）     | 會川昇   | 福沢博文       | 加藤弘之   | - 名古屋鉄道『5000系』 - 京阪電車『3000系 コンフォート・サルーン』 - 伊予鉄道『モハ2100形』                                                                                                  |
| 11月23日       | 第37駅 | 理不尽クイズ               | - 管理人ナイト（声 - 阪口大助）                                       | あちこち町駅                    | 大和屋暁 | 福沢博文       | 中澤祥次郎 | - 相模鉄道『11000系』 - 近江鉄道『700形』 - JR九州『キハ183系1000番台"あそぼーい!"』 |
| 11月30日       | 第38駅 | 映画つくろう               | - フィルムシャドー（声 - 石川英郎）                                   | （東都撮影所前駅）              | 大和屋暁 | 福沢博文       | 中澤祥次郎 | - 北総鉄道『7300形』 - 名古屋鉄道『2200系』 - 沖縄都市モノレール『（1000形）ゆいレール』 |
| 12月07日       | 第39駅 | 終わりの始まり             | - ボセキシャドー（声 - 龍田直樹） - 幽霊シャドー怪人                  | -                               | 小林靖子 | 福沢博文       | 竹本昇     | - JR西日本・JR九州『N700系7000番台、8000番台』 - 秩父鉄道『7000系』 - 叡山電車『（900系）きらら』                                                                                            |
| 12月14日       | 第40駅 | 誰があいつで あいつが誰で  | -                                                                     | -                               | 小林靖子 | 福沢博文       | 竹本昇     | - 北陸鉄道浅野川線『8800系』 - 西日本鉄道『8000形』 - JR西日本『117系"サンライナー"』 |
| 12月21日       | 第41駅 | クリスマス大決戦           | - ノア夫人 - シュバルツ将軍                                           | -                               | 小林靖子 | 福沢博文       | 竹本昇     | - JR九州『800系』 - JR四国『2000系"南風"』 - 秩父鉄道『（C58 363）SLパレオエクスプレス』 |
| 12月28日       | 第42駅 | 君に届く言葉               | -                                                                     | -                               | 小林靖子 | 福沢博文       | 加藤弘之   | - 烈車戦隊トッキュウジャーVSキョウリュウジャー THE MOVIE - 『レッドレッシャー ブレイブ獣電池編成』 - 『サラマズ究極態』 - 『トッキュウレインボー・ギガントキョウリュウジン（VSスペシャル）』 |
| 2015年01月11日 | 第43駅 | 開かない扉                 | - ドールハウスシャドー（声 - 河本邦弘）                               | -                               | 小林靖子 | 福沢博文       | 加藤弘之   | （コーナー終了） |
| 1月18日        | 第44駅 | 昴ヶ浜へ                   | - 城の番人ポーン                                                      | -                               | 小林靖子 | 福沢博文       | 渡辺勝也   | （コーナー終了） |
| 1月25日        | 第45駅 | 君が去ったホーム           | -                                                                     | キャッスルターミナル （昴ヶ浜） | 小林靖子 | 福沢博文       | 渡辺勝也   | （コーナー終了） |
| 2月08日        | 第46駅 | 最後の行き先               | -                                                                     | （昴ヶ浜）                      | 小林靖子 | 清家利一       | 竹本昇     | （コーナー終了） |
| 2月15日        | 終着駅 | 輝いているもの             | - 闇の皇帝ゼット - モルク侯爵 - ネロ男爵 - 闇の巨獣                   | （昴ヶ浜）                      | 小林靖子 | 清家利一       | 竹本昇     | （コーナー終了） |

## 他媒体展開

### 映画
『獣電戦隊キョウリュウジャーVSゴーバスターズ 恐竜大決戦! さらば永遠の友よ』
2014年1月18日公開。前作『獣電戦隊キョウリュウジャー』と前々作『特命戦隊ゴーバスターズ』のクロスオーバー作品で、同作品ではトッキュウジャーの5人がテレビシリーズに先駆けて登場する。
『平成ライダー対昭和ライダー 仮面ライダー大戦 feat.スーパー戦隊』
2014年3月29日公開。トッキュウジャーの5人とシュバルツ将軍に加え、同作品オリジナルの合体形態である「トッキュウオーキョウリュウジン feat.デンライナー」も登場した。
『烈車戦隊トッキュウジャー THE MOVIE ギャラクシーラインSOS』
2014年7月19日公開。
『烈車戦隊トッキュウジャーVSキョウリュウジャー THE MOVIE』
2015年1月17日公開。
『手裏剣戦隊ニンニンジャーVSトッキュウジャー THE MOVIE 忍者・イン・ワンダーランド』
2016年1月23日公開。
『仮面ライダー×スーパー戦隊 超スーパーヒーロー大戦』
2017年3月25日公開。ハイパートッキュウ1号、トッキュウ5号、闇の皇帝ゼット・真、クローズが登場。
『機界戦隊ゼンカイジャー THE MOVIE 赤い戦い! オール戦隊大集会!!』
2021年2月20日公開。トッキュウ1号、シュバルツ将軍、クローズが登場。

### テレビスペシャル
『烈車戦隊トッキュウジャーVS仮面ライダー鎧武 春休み合体スペシャル』
2014年3月30日放送。本作品と『仮面ライダー鎧武/ガイム』のクロスオーバー番組で、前出の『仮面ライダー大戦』の前日譚に当たる。
『4週連続スペシャル スーパー戦隊最強バトル!!』
スーパー戦隊シリーズ初のオリジナルストーリーテレビスペシャル。トッキュウ5号/カグラが登場。

### Vシネマ
『行って帰ってきた烈車戦隊トッキュウジャー 夢の超トッキュウ7号』
2015年6月24日に東映ビデオから発売。また、同作品が長らくシリーズで助監督を務めていた荒川史絵の本格的な監督デビュー作品であり、短編作を除いて東映特撮作品で初の女性監督作品となる。

### Vシネクスト
『機界戦隊ゼンカイジャーVSキラメイジャーVSセンパイジャー』
2022年4月29日期間限定劇場上映、同年9月28日にBlu-ray・DVD発売。トッキュウ1号、クローズが登場。

### 他テレビシリーズ
『動物戦隊ジュウオウジャー』
第28話に子供姿（本来の姿）のトッキュウジャーが、第29話にバングレイが再生させた者の一体として闇の皇帝ゼット・真がそれぞれ登場。
『爆上戦隊ブンブンジャー』
第32話にライト / トッキュウ1号、虹野明、チケット、トッキュウオーが登場。

### 雑誌付録
『仮面ライダー大戦DVD Feat.トッキュウジャー』
テレビマガジン（講談社）2014年5月号付録DVD。上記の映画の紹介に加え、トッキュウジャーの紹介を合わせた内容となっている。
『烈車戦隊トッキュウジャー テレマガ発とくべつ烈車出発進行!!』
テレビマガジン2014年6月号付録DVD。4月時点までのトッキュウジャーの戦力紹介とチケットによる過去のスーパー戦隊シリーズに登場した鉄道型ビークルの解説とトッキュウジャーの解説で見せる講談社シール101絵本が収録された。
『テレマガとくせいDVD 烈車戦隊トッキュウジャー さらばチケットくん! 荒野の超トッキュウバトル!!』
テレビマガジン2014年10月号付録DVD。レギュラーからはライト、虹野明、チケット、ワゴン、シュバルツ将軍のみ登場。
ゲストキャラクター
- カニロス

声：関智一
蟹のような外見をした意思を持ったパペット。英語まじりな外国人のようなしゃべり方が特徴で一人称は「私」。暗黒街のボスらしく、ダウンタウンという町でチケットの恋人ジェニファーを殺害しており、チケットとは因縁の宿敵。触覚からビームを出すことができ、回想（紙芝居）ではマシンガンを使用していた。
- デザインは森木靖泰が担当した。カニのディテールをパペットに落とし込み、カニのランドセルを背中に背負わせている。

スタッフ
- プロデューサー - 宇都宮孝明・若林豪・紀野良輔
- 脚本 - 大和屋暁
- 撮影 - 松村文雄
- アクション監督 - 福沢博文
- 監督 - 荒川史絵
- 制作・発行 - 講談社
- 制作協力 - 東映
- ビデオ制作 - 東映ビデオ

『クローレッシャー』
てれびくん（小学館）2014年10月号付録。烈車合体シリーズとの合体が可能なホンモノふろく。同誌9月号・10月号ではクローレッシャーの活躍を描いたオリジナルストーリーが掲載された。
クローレッシャー
- 全長：18m /総重量：150t / 出力：130万馬力 / スピード：700km/h

「『てれびくん』が発見した」という設定で登場する、伝説のタイガークロー系烈車。トラの形状をしており、トッキュウジャーの思い通りに動く。回転しながら敵を斬るクローサイクロンが必殺技。
トッキュウオークロー
トッキュウオーの右腕にクローレッシャーを烈車武装した形態。イマジネーションエネルギーで生成するビッグタイガークローが必殺技。
『テレマガとくせい栄光の全38大スーパー戦隊レジェンド&トッキュウDVD』
テレビマガジン2015年2月号付録DVD。歴代戦隊のレッド戦士の活躍をチケットが紹介する「レジェンドサイド・38大レッド戦士＋1フルパワーバトル大全」と、レインボーライン総裁が出題するトッキュウジャーとキョウリュウジャーのクイズにライトとキョウリュウレッド/ダイゴが挑戦する「トッキュウサイド・トッキュウジャーVSキョウリュウジャーお正月だよ!クイズエクスプレス」の二部構成。
スタッフ
- プロデュース - 若林豪、久慈麗人
- 脚本 - 用田邦憲
- 制作・発行 - 講談社

## ネット配信
- 東映特撮 YouTube Official…2021年9月26日 - 2022年3月6日、2024年2月25日 - 8月4日

## コラボレーション

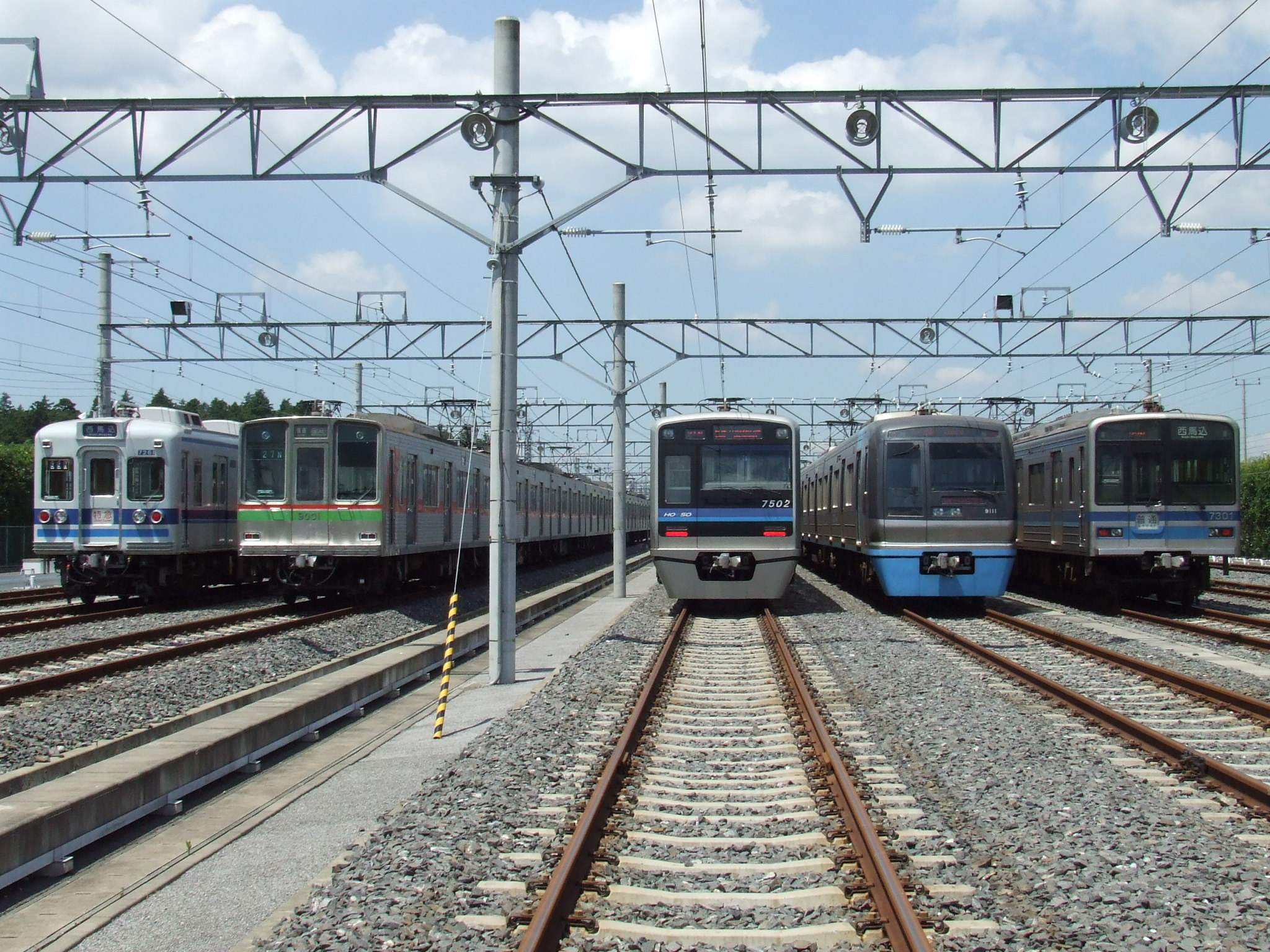
協力会社となった北総鉄道の車両
（印旛車両基地）

北総鉄道
北総線の施設がオープニング（印旛日本医大駅）ならびに本編（印旛車両基地・印西牧の原駅）の撮影に使用されたことを記念して、本作品の放送開始日である2014年2月16日より記念乗車券が京成高砂駅を除く各駅で発売された。また、同年7月より映画化を記念して北総線が相互乗り入れする京成電鉄・東京都交通局・京浜急行電鉄の計4社局合同のスタンプラリーや、京急600形にラッピングを施すなどの連動企画を実施。7月14日には志尊淳・関根勤・福原遥の3名が出席してラッピング列車の出発式が行われた。
青い森鉄道
「みんなの列車コーナー」に同社の車両が登場したのにちなみ、映画ポスターの車両を青い森703系に差し替えたポスターの掲示や、小児限定一日乗車券の発売が行われた。
富山地方鉄道
2014年7月26日から9月中旬まで、富山市内軌道線で劇場版『ギャラクシーラインSOS』のラッピング車両（T100形T102編成を使用）が運行された。
南海電気鉄道
みさき公園におけるイベント「スーパー戦隊フェスティバルin みさき公園」の開催記念として、2014年10月5日から2015年1月7日まで、特急サザンで使用の10000系クハ10904がトッキュウジャーをデザインしたラッピングを施され運行された。

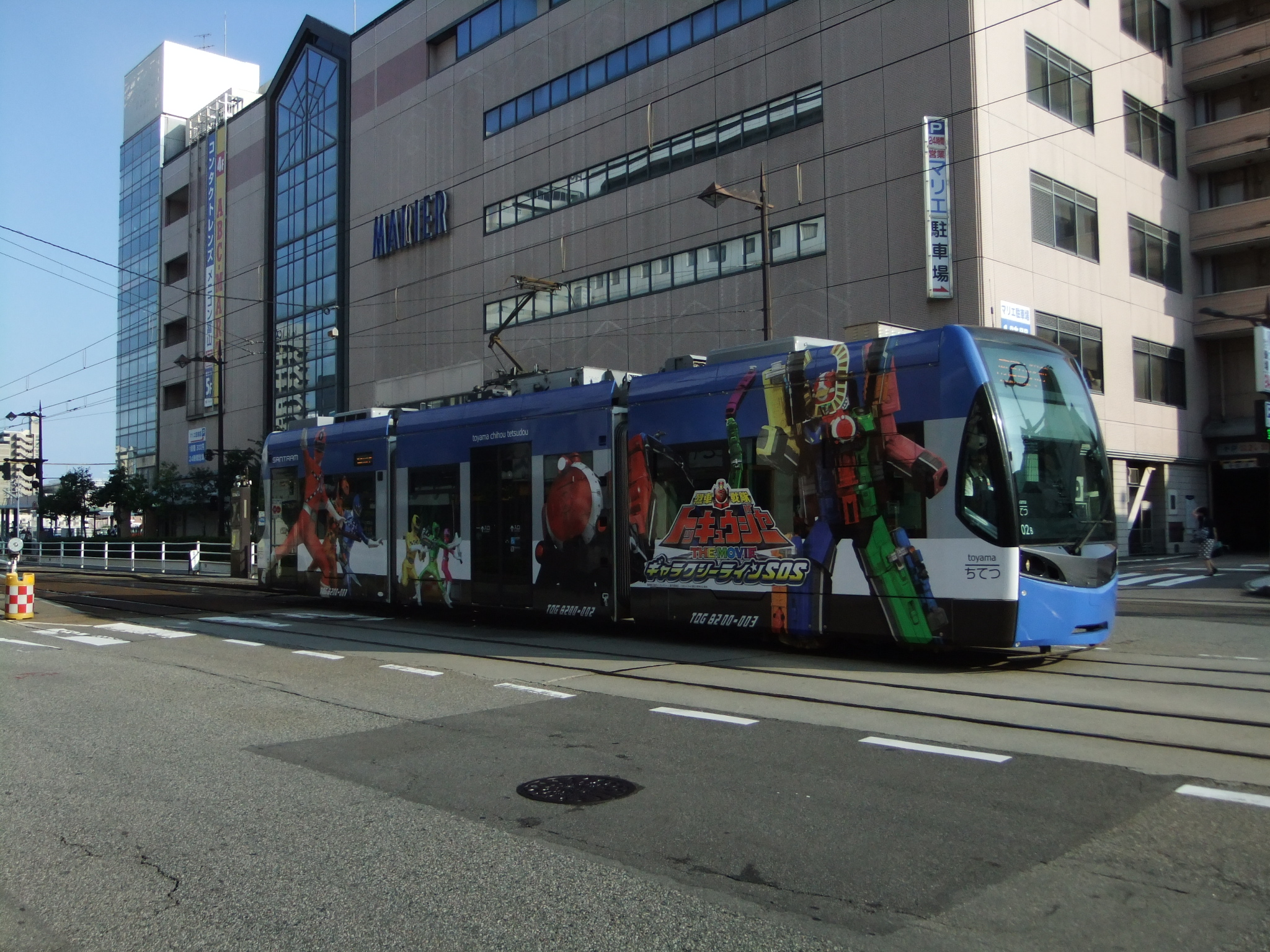
富山地方鉄道 ラッピング車
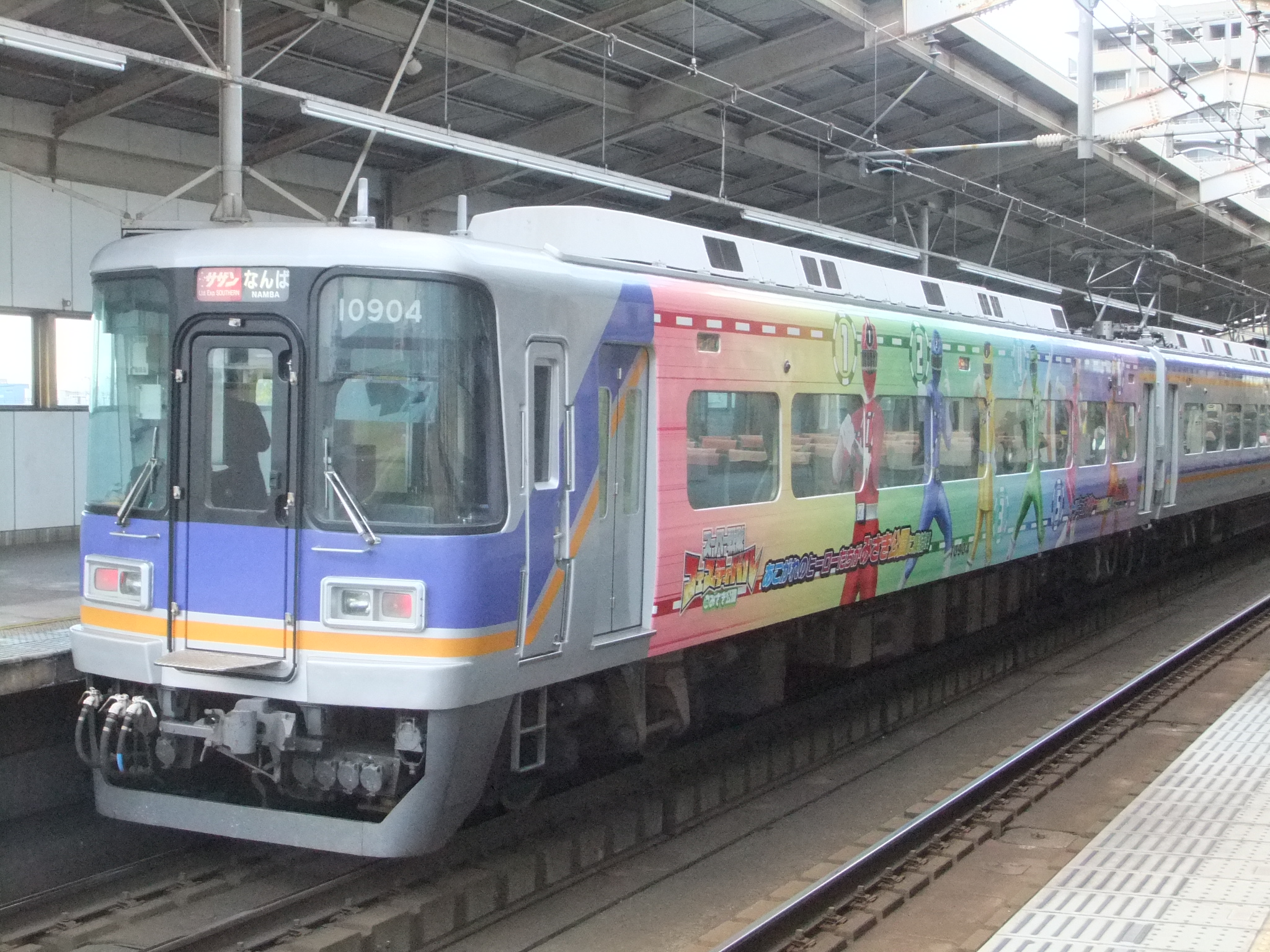
南海電気鉄道 特急サザン ラッピング車